# Французьке бароко
Французьке бароко — етап розвитку культури Франції у 17 та частково у 18 ст.

## Передісторія
Сімнадцяте століття стало важливим етапом розвитку західноєвропейської культури, по своєму значущим і якісно відмінним від мистецтва доби відродження та маньєризму, з котрих виросло. В країнах Західної Європи почали формуватись і зміцніли централізовані держави (Іспанія, Франція), що на певному етапі сприяло прогресу культури, техніки і наук. Цей прогрес, однак, не змінив рис цивілізації війни, що запанувала на європейському континенті.
Хронологічно бароко слідує за Ренесансом. За естетичним визначенням, бароко — стиль, що виникає на хвилі кризи італійського гуманізму і народження маньєризму Він висловлює не забувати християнського Бога і, однак, бажання насолоджуватись дарунками життя, мистецтва і природи. Якщо ренесанс мав незначне поширення в країнах за межами Західної Європи, то з доби бароко почалася справжня навала європейської цивілізації на інші континенти.
В культурі 17 ст. Італія (цей провідний центр західноєвропейського бароко) поступово втрачає художню ініціативу, котра переходить до Франції, частково до Голландії, Фландрії, Австрії.
Бароко на європейському континенті співіснує з класицизмом зразка 17 століття, реалізмом (peintres de la realite) і першими паростками раннього рококо.

## Барокова архітектура Франції
Художня школа Фонтенбло виростала з численних майстерень королівського палацу Фонтенбло. За метою ще короля Франциска І, майстерні Фонтенбло мали зрівняти декор і пишність палаців італійської аристократії з пишністю палаців короля Франції. На працю у Фонтенбло була запрошена низка уславлених майстрів Італії, а згодом майстерні Фонтенбло перетворились на відому художню школу для низки майстрів французьких і майстрів північних країн Європи. Школа Фонтенбло була одним із джерел формування французького бароко. Другим джерелом стануть суто французькі культурні традиції, перш за все архітектурні. Тому тривалий час у архітектурі Франції були відчутні риси архітектури середньовіччя і місцевого варіанта маньєризму.
Барокова архітектура Італії, масштабна і динамічна, була сприйнята у Франції поступово і не одразу. Яскравим зразком італійських запозичень в архітектурі став Люксебурзький палац в Парижі, а в декоративному садівництві — сад, що створив французький архітектор-новатор Філібер Делорм.
Архітектор Соломон де Брос, що будував палац для королеви Марії Медичі, італійки за походженням, відштовхнувся від садового фасаду палаццо Пітті у Флоренції, котрий прибудував архітектор Бартоломео Амманаті (1511—1592) в стилі маньєризм. Але де Брос все зробив на французький лад, зменшив виступи бічних корпусів, використав менший руст, додав середню, невеличку вежу і скульптури. Парадний двір — курдонер — замкнув службовими корпусами. Національне забарвлення виявили і високі дахи Люксембурзького палацу, які не використовують у Флоренції. Архітектурний образ палацу набув неповторності і національної самобутності. Палац вдало доповнили сад бароко, партер у 25 гектарів і садово-паркова скульптура.

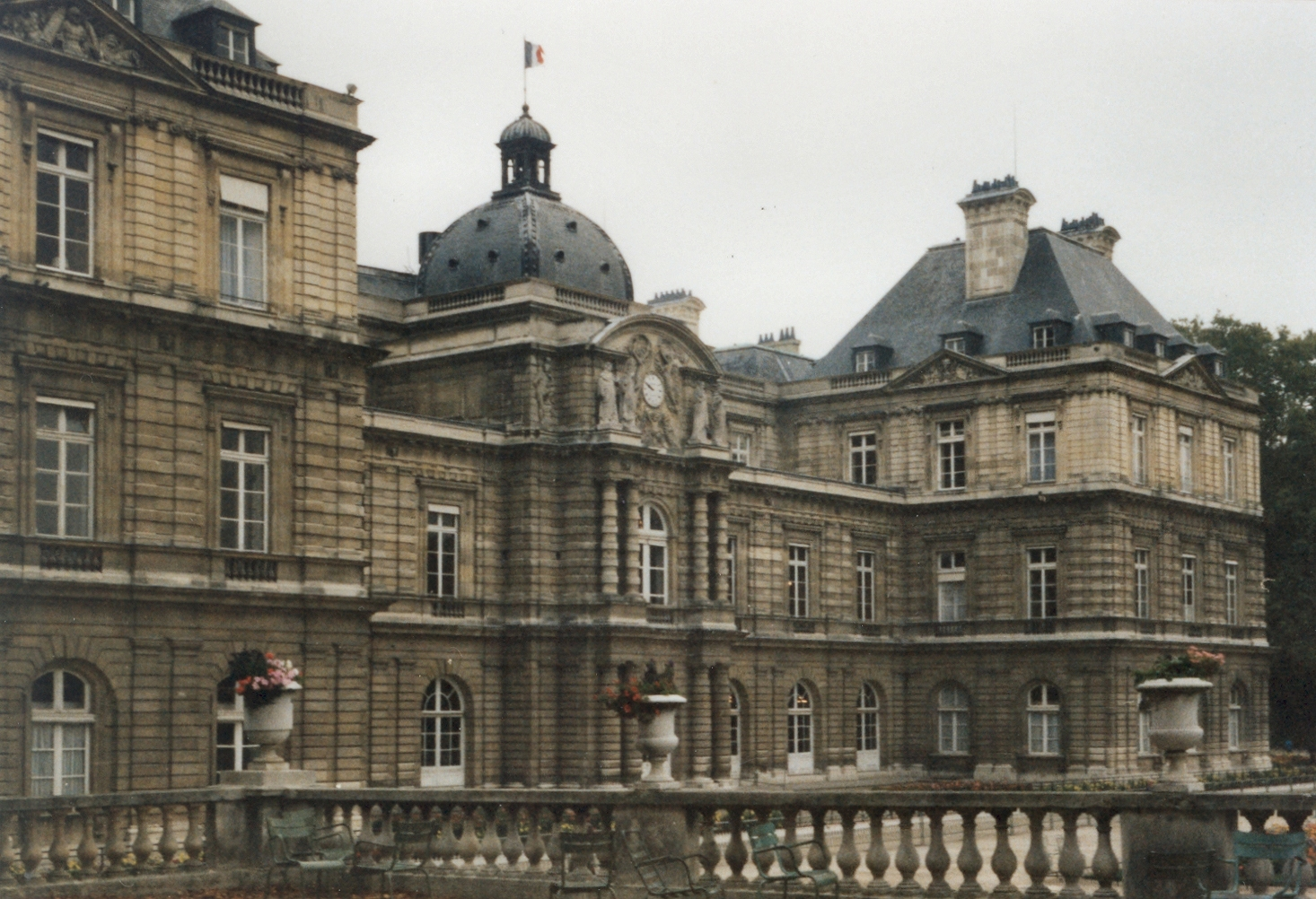
Люксембурзький палац, фасад
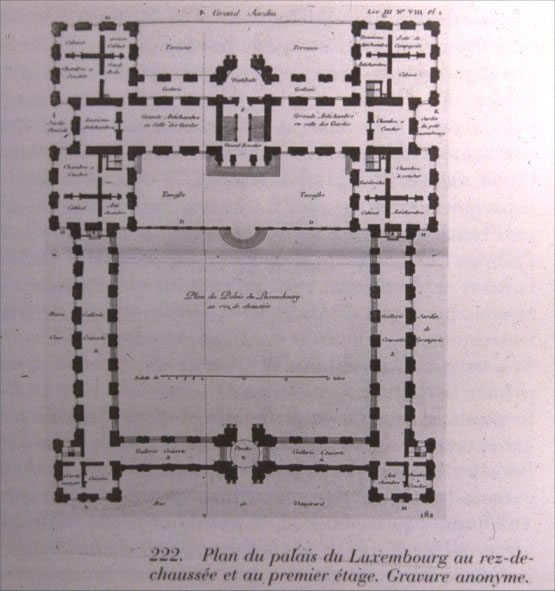
План Люксембурзького палацу з курдонером — парадним двором.
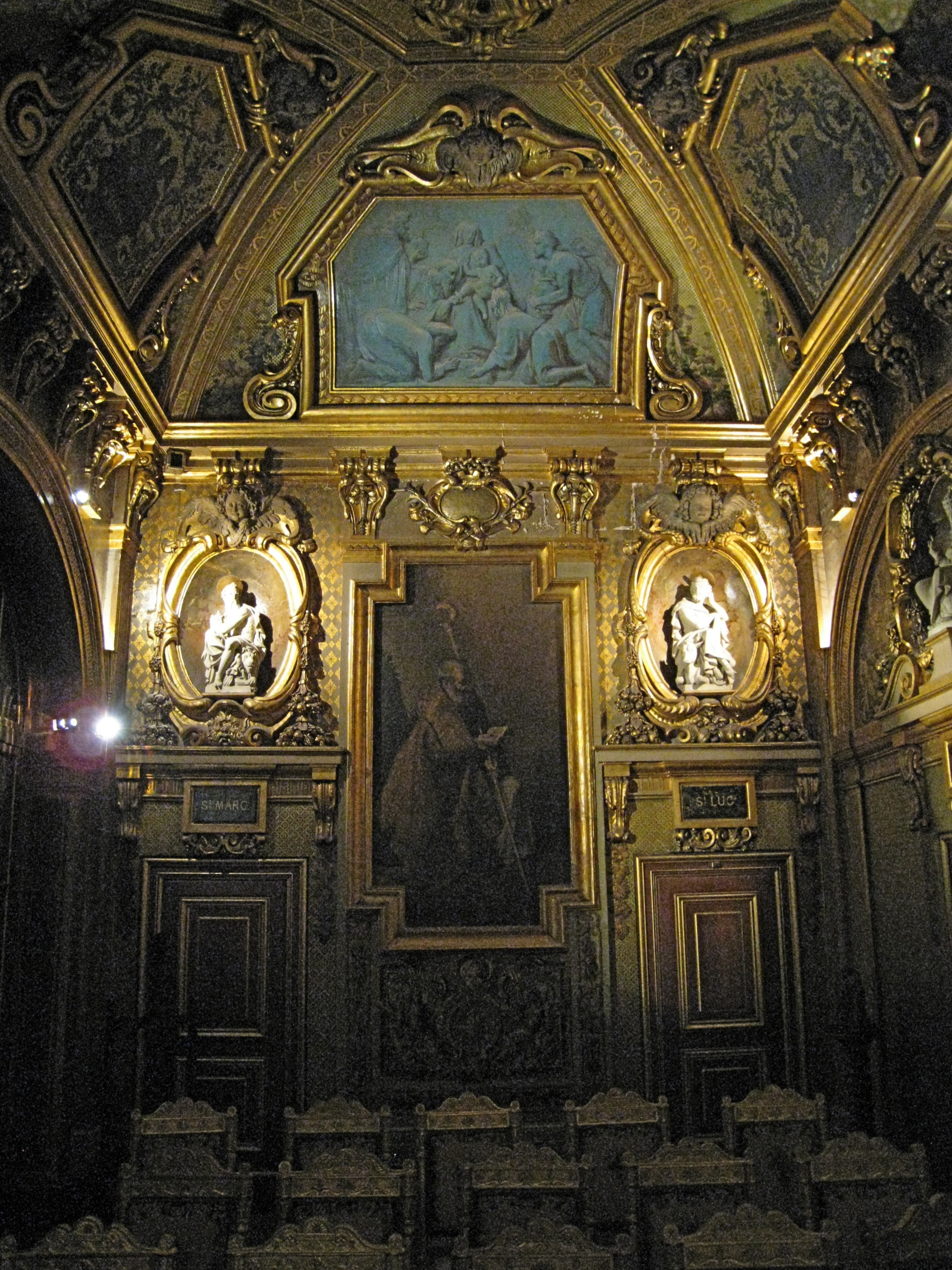
Капелла палацу, 1622-31 рр.

## Французький абсолютизм і барокова архітектура

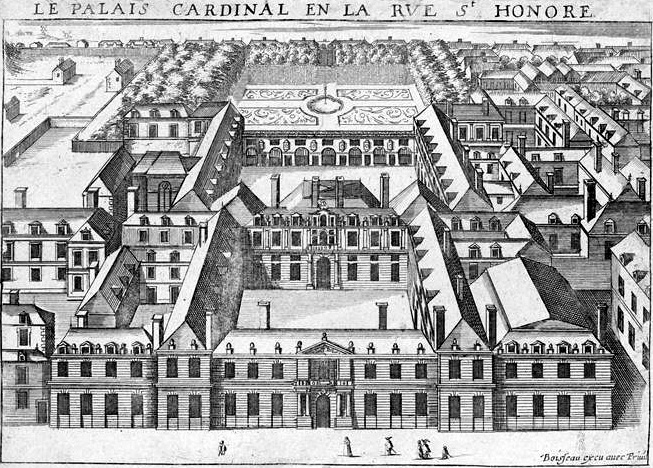
Гравер Жан Буассе (Jean Boisseau). Палац кардинала Рішельє у Парижі, подарований кардиналом королю Франції.

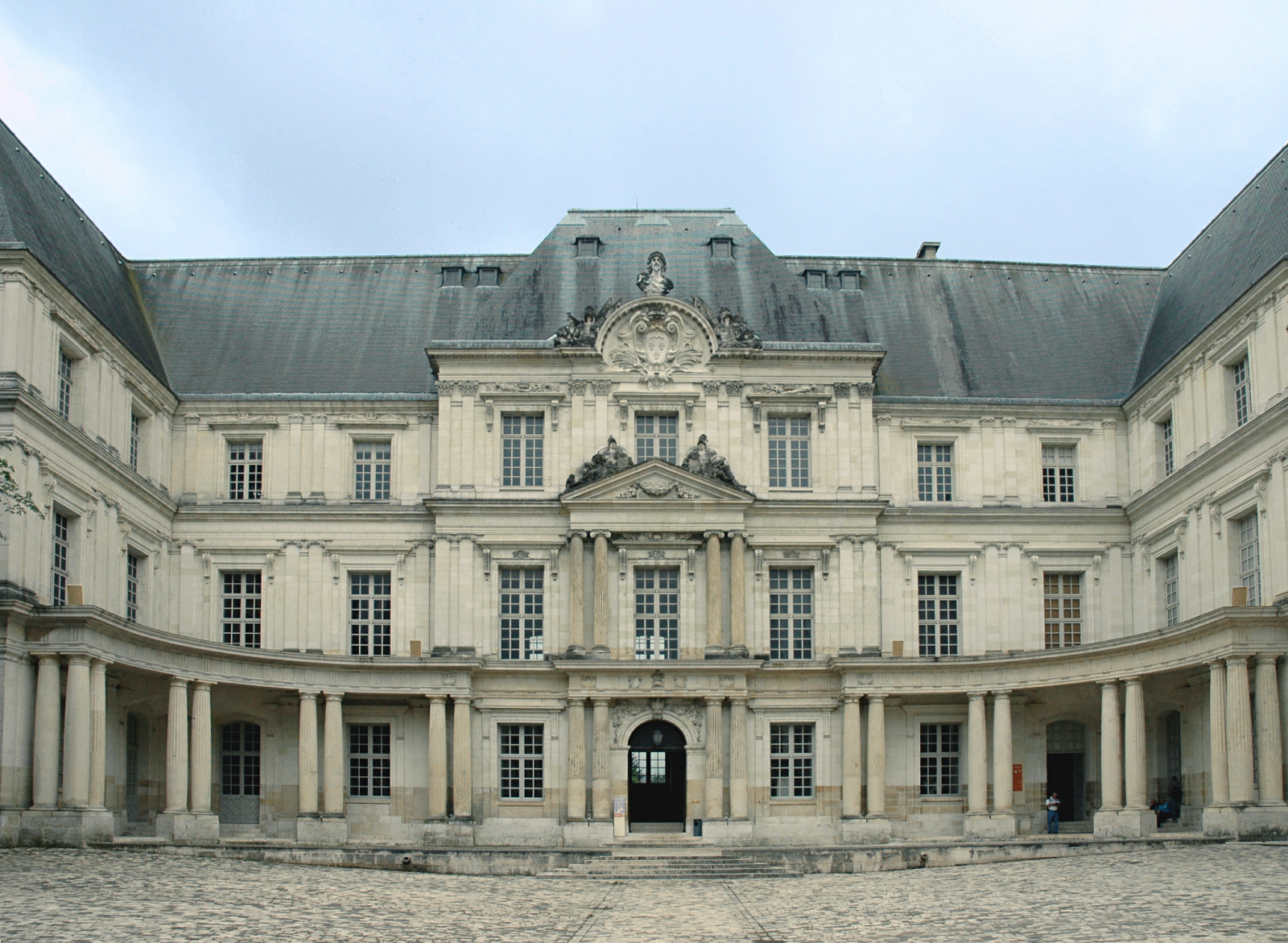
Франсуа Мансар. Двір замку Блуа з корпусом його роботи. Стан після реставрації

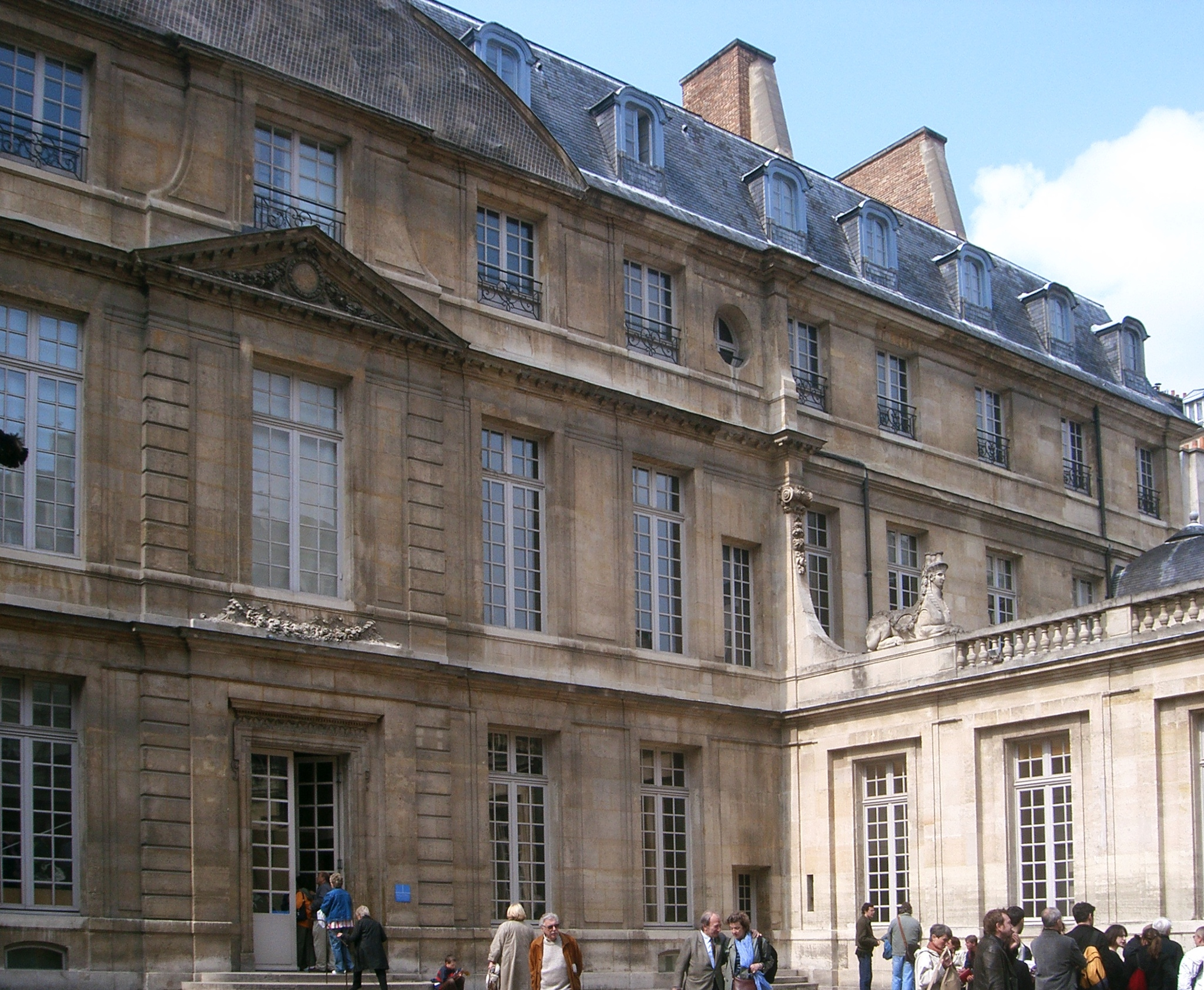
Жак Буйє де Блуа. Колишній палац Сале у Парижі.

Барокова архітектура Франції була надзвичайно залежною від абсолютизму. Лише в умовах надзвичайної концентрації влади короля (чи його фаворитів) стало можливим використання значних грошових сум на побудову нових фортець, нових розкішних церков та палаців, а згодом і створення нових архітектурних ансамблів.
Зовнішніми ознаками величі держави у особі короля вже опікувався впливовий кардинал Рішельє, що не забував і про себе. Саме до першої половини 17 ст. належить створення першого архітектурного ансамблю при розплануванні міста Рішельє, розпочатого 1627 року. Ансамбль вже включав палац кардинала, парк і саме місто (відокремлене від палацу), оточене прямокутником фортечних мурів і ровом. Регулярність була розповсюджена і на планування міста з його прямокутними кварталами та вулицями, такими відмінними від середньовічної, хаотичної забудови з її тіснявою, кривими вуличками і малими площами. Палац Рішельє розділили на парадне приміщення і службові корпуси, що облямовували квадратний двір з парадною брамою. Палац теж був оточений ровом з водою, як колишні замки середньовічної Франції, а декор його фасадів був варіантом декору Люксембурзького палацу, найпрестижнішої споруди доби. Автором рідкісного на ту пору ансамблю міста Рішельє був архітектор Жак Лемерсьє (1585—1654). Логічно, що замову на добудову (Павільйон годинників) палацу короля Лувр в Парижі отримав саме Лемерсьє, що догодив кардиналу Рішельє, тодішньому реальному узурпатору влади в державі.
Найкращі здобутки архітектури бароко у Франції втілив архітектор Франсуа Мансар (1598—1666). Він став найкращим архітектором всупереч нешляхетному походженню і низьким темпам будівництва тої пори. Доброї освіти не отримав, а навчався на реальних будівельних майданах та у майстерні Соломона де Броса, а також займався самоосвітою.
Надзвичайна обдарованість і здатність постійно вдосконалювати і переробляти власні проекти які зміцнювали його авторитет, так і дратували вельможних замовників. Мансар наважувався переробляти-перебудовувати вже вибудовану споруду, якщо пізніше знаходив досконаліший варіант за той, що вже вибудував. Це сприяло подорожчанню будівельних робіт, що викликало гнів і невдоволення аристократів-замовників, котрим постійно були потрібні гроші на розкоші. Мимоволі Франсуа Мансар перетворився на архітектора найбагатшого прошарку французького суспільства, що надзвичайно звузило кількість його замовників і кількість вибудованих ним споруд, а вони перетворились на унікальні взірці. Серед них — фасад церкви Фельянів, Париж, замок в Бальруа для Гастона Орлеанського з 1626 р., один (новий) корпус старовинного замку Блуа, палац кардинала Мазаріні, церква абатства Валь де Грас, Париж з 1640-х рр.

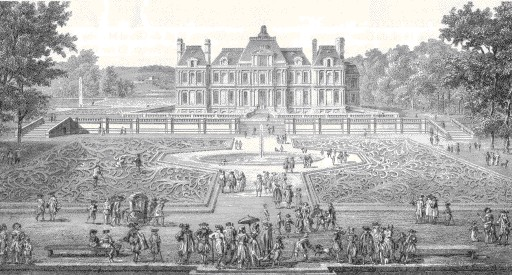
Палац Мезон наприкінці 17 ст.
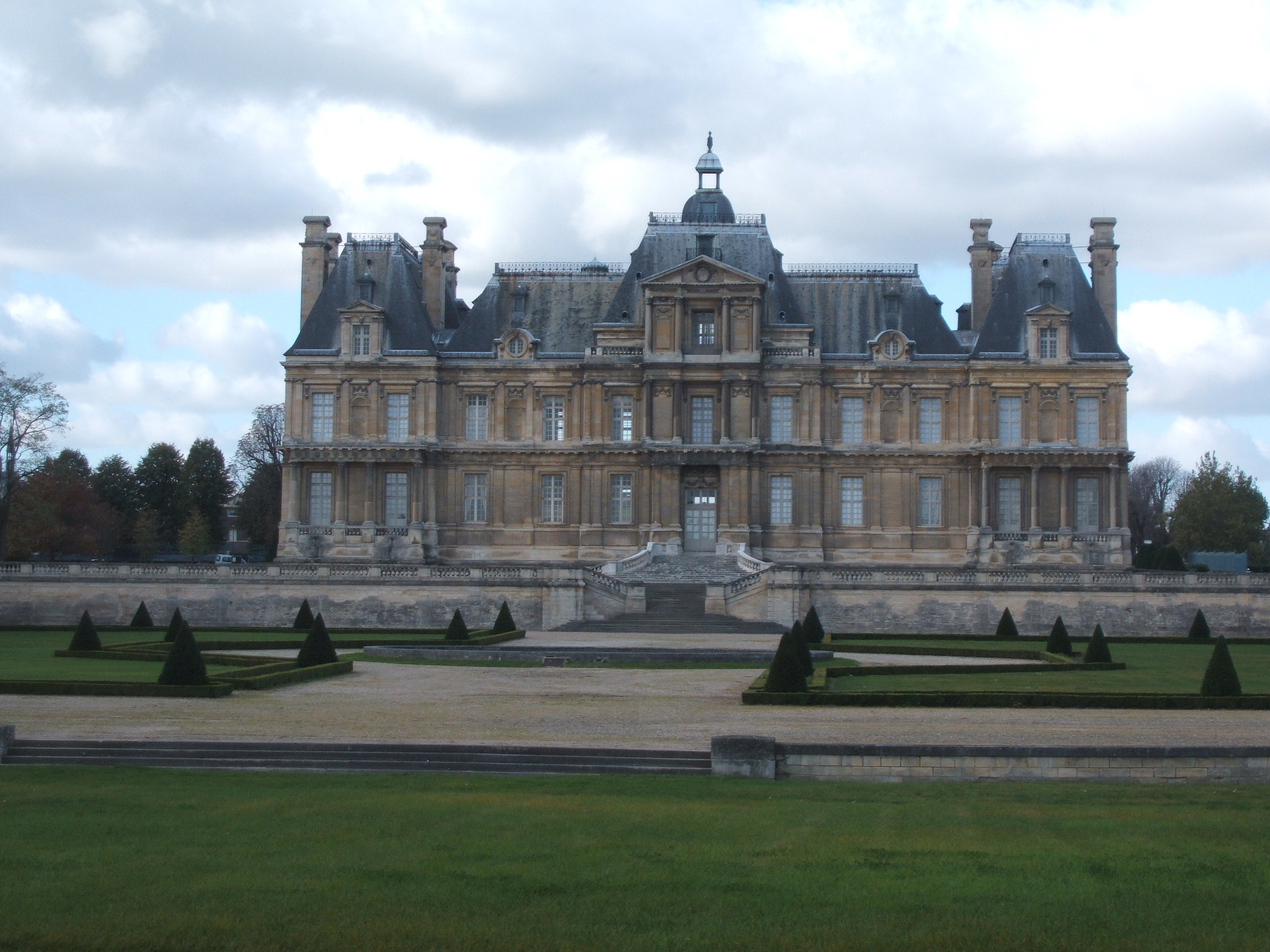
Палац Мезон на 2007 рік.

До унікальних творів Франсуа Мансара належить і заміський палац Мезон-Лафіт. Заміський палац збудований для президента парламенту міста Париж Рене де Ланглея. В його плані літера П, але палац відкритий з усіх боків, що було дещо новим і кроком уперед в будівництві палаців. Особливо виразні парковий і фасад на парадний двір. Службові приміщення розмістили в 1-му поверсі. Мансар зберіг високі дахи різної висоти, що вважалося досить красивим і доречним дощової пори. Палац доповнював стриманий, але елегантний сад бароко.

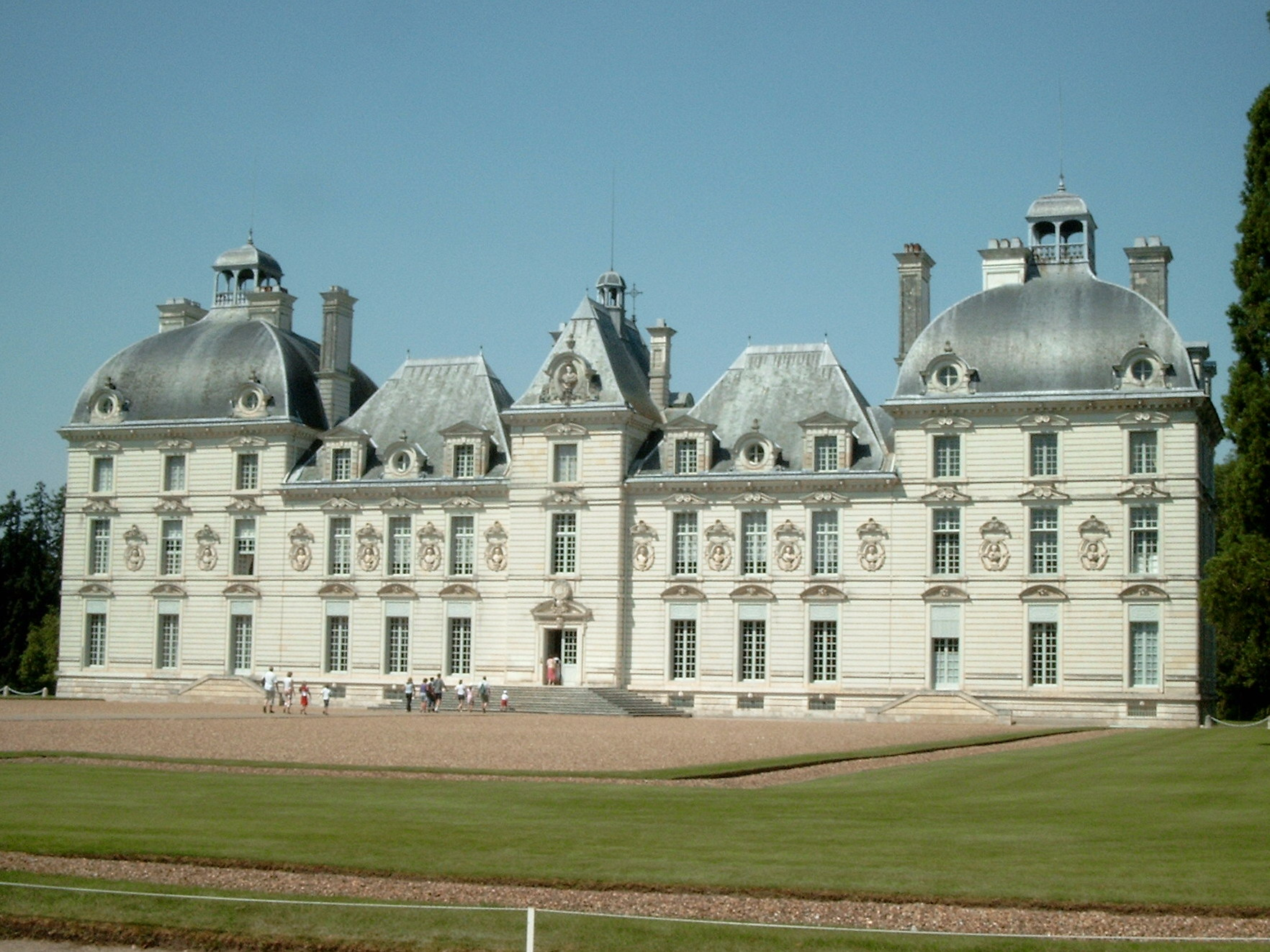
Жак Буйє де Блуа. Замок палац Шеверні.
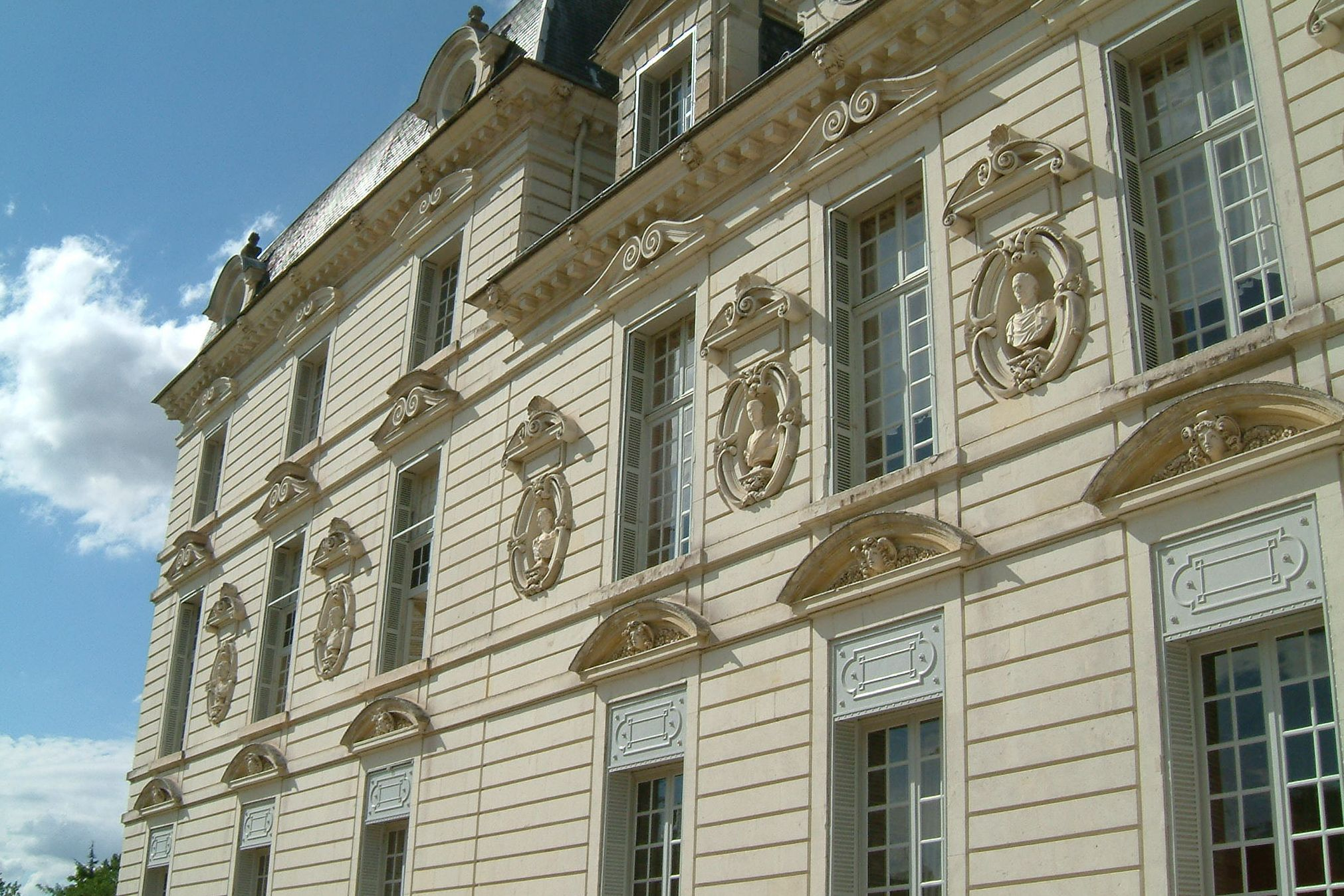
Жак Буйє де Блуа. Замок палац Шеверні. Декор південного фасаду.

Залученим до будівництва палаців короля і вельмож був також архітектор Жак Буйє де Блуа. Він теж пройшов стажування в майстерні Соломона де Броса. Але навіть після цього не втратив самобутності і у власних спорудах давав власні варіанти навіть запозичених у де Броса композицій. Надзвичайності набув навіть декор одного з фасадів королівського заміського замку Шеверні. Жак Буйє де Блуа ніби наслідував фасаду Люксембурзького палацу в композиції різновеликих об'ємів, але декор мав самостійний характер. На південному фасаді він повністю відмовився від використання наугольного русту, замінивши його горизонтальним дошкоподібним. Відмовився архітектор і від бічних ризалітів, хоча збережені три поверхи і великі дахи над ними. Архітектор лише трохи подав уперед центральний ризаліт, де був головний вхід у замок. Аби розбити одноманітність фасаду, у міжвіконні проміжки другого поверху він додав овальні ніші з бюстами, але однакові за розмірами і формами. Фасад набув небаченої елегантності при стриманості декору, позбавленого дріб'язкості при новітньості його використання. Світська архітектура Франції 17 ст. не втрачала національного забарвлення навіть при запозиченнях, мала певний характер і навіть настрій, чим так відрізнялась від спрощених і стандартизованих зразків архітектури Андреа Палладіо чи Вінченцо Скамоцці. Навіть після прищеплення французькій архітектурі рис палладіанства, зразки архітектури Палладіо і Скамоцці французи через 200 років вважали беземоційними і нудними.
В церковній архітектурі боротьба між новим і старим набула особливої гостроти. Головні фасади французьких церков були надзвичайно наближені до римських барокових церков у сенсі чистоти стиля, тоді як архітектура храмів, гра об'ємів і деталей зберігала характер уславлених зразків французької готики, спорідненість із готикою.

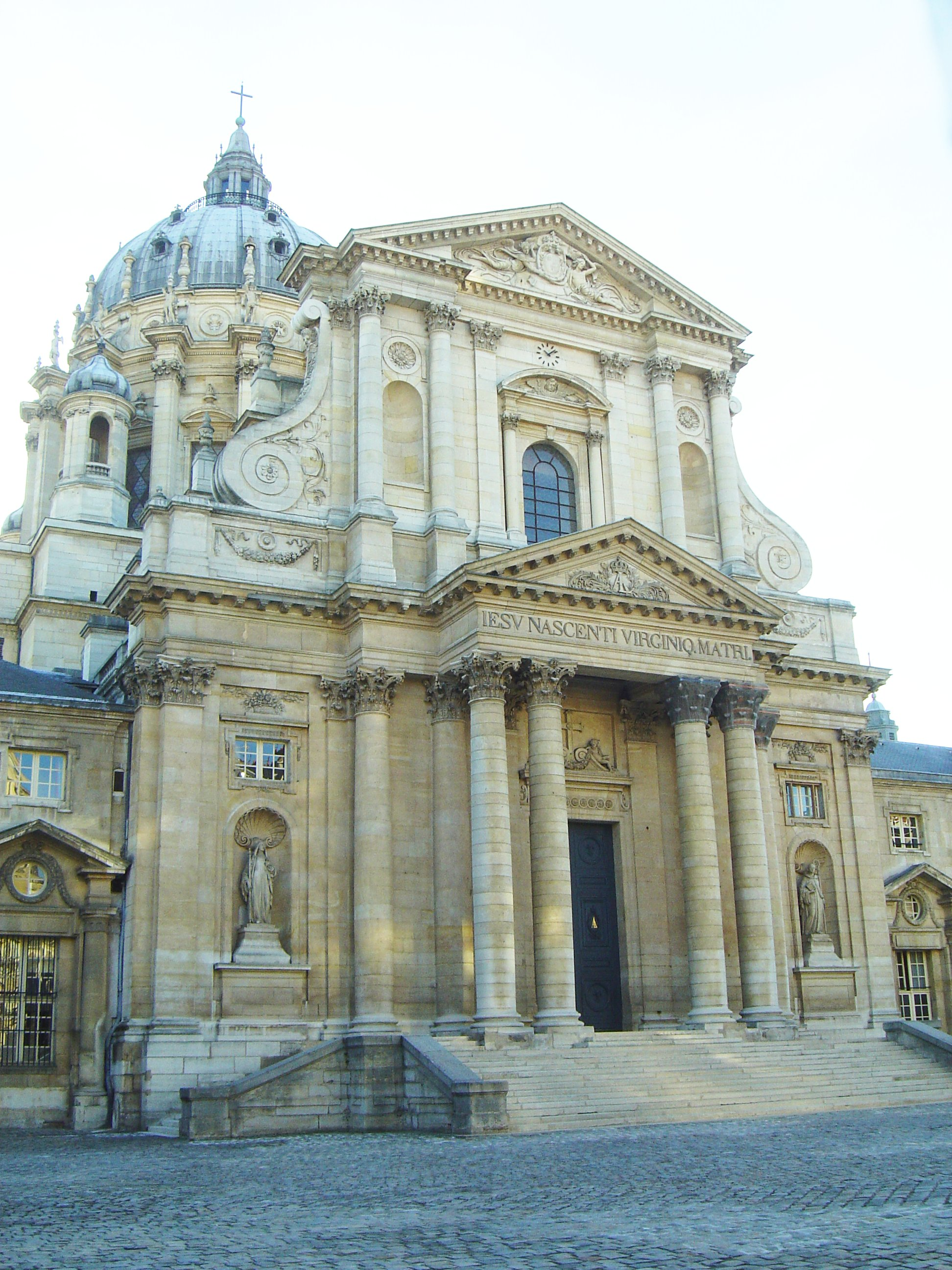
Фасад церкви Валь де Грас, Париж.
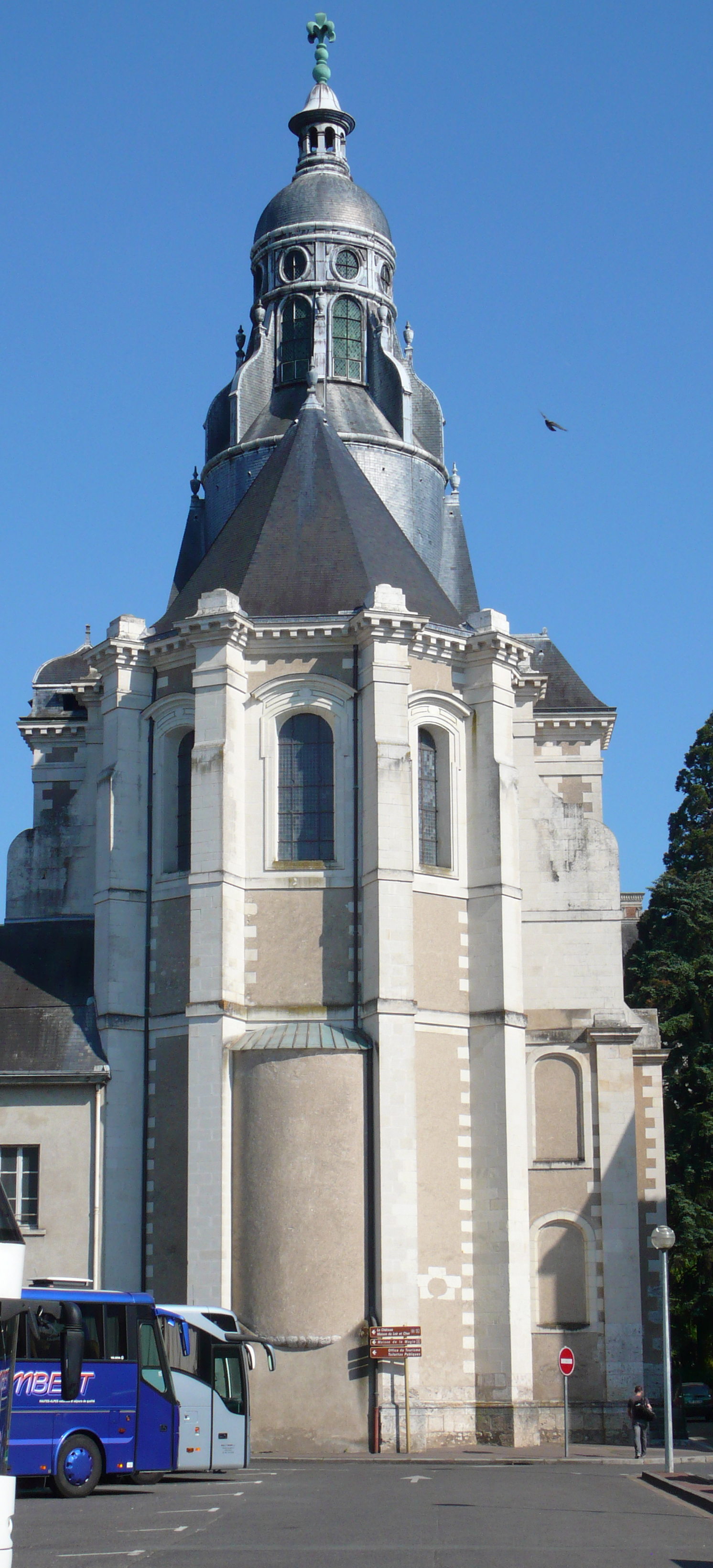
Церква Сен Вінсент у Блуа, вівтарна частина
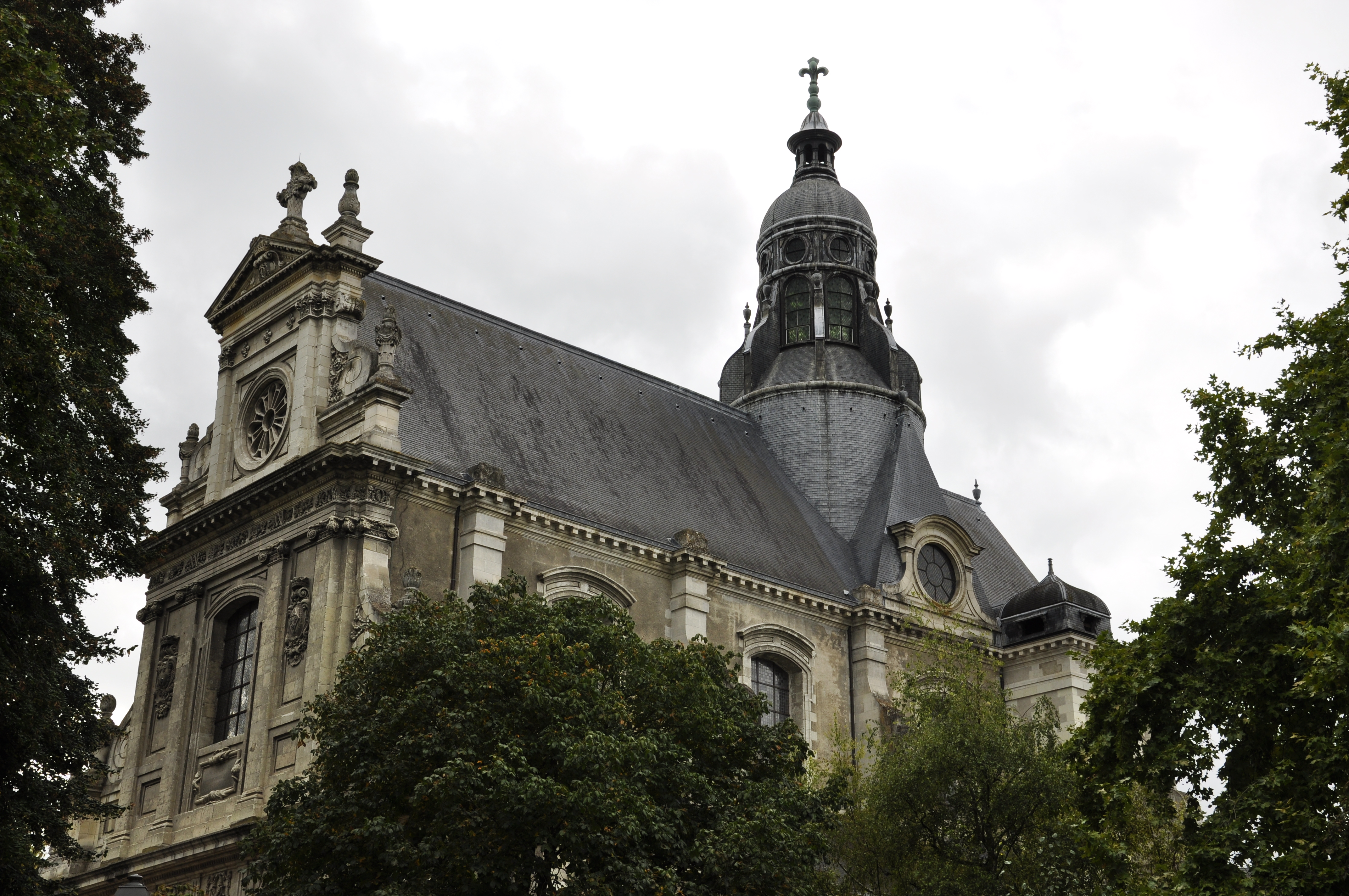
Церква Сен Вінсент у Блуа, бічний фасад
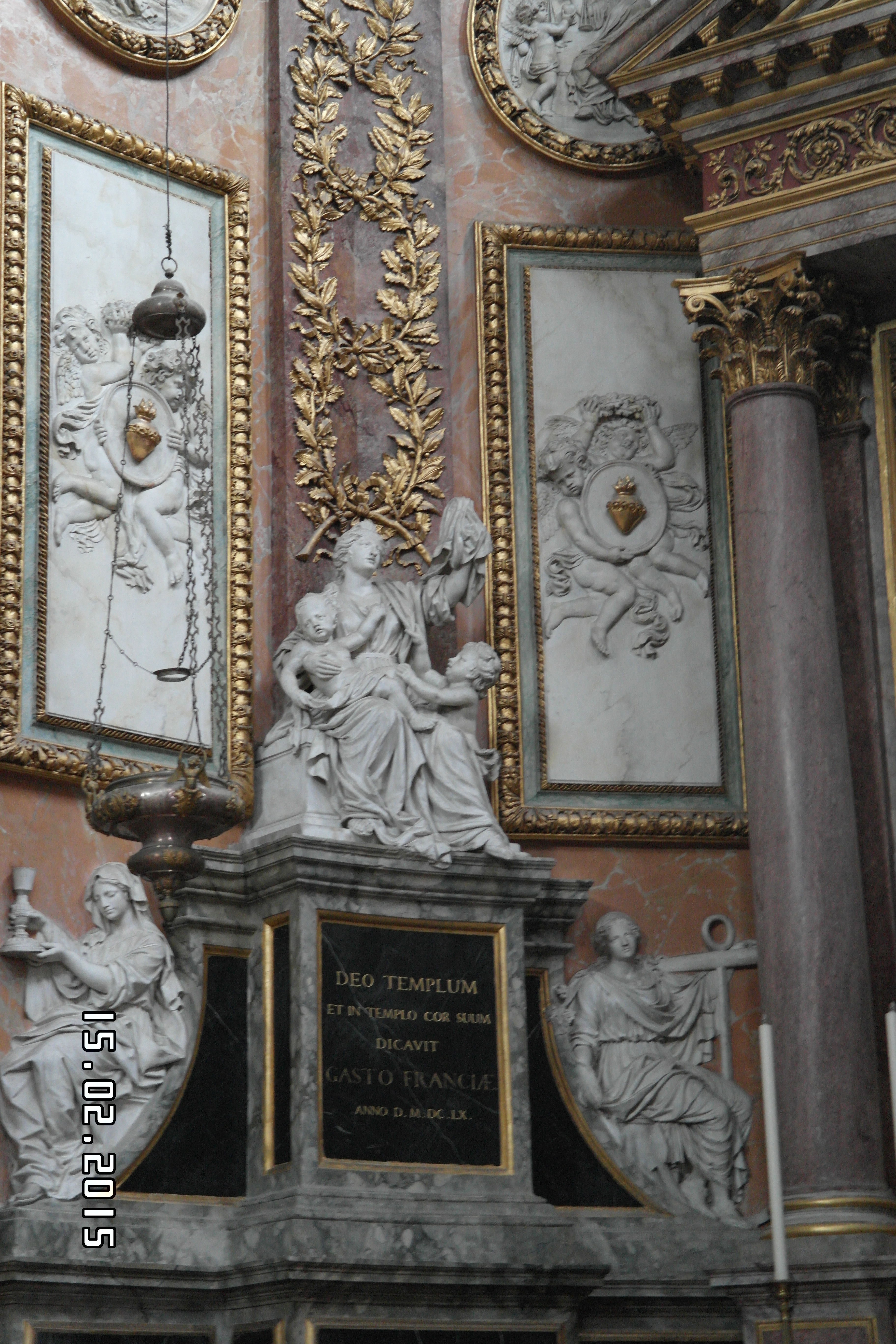
Каплиця церкви Сен Вінсент з бароковим надгробком брата французького короля Гастона Орлеанського.
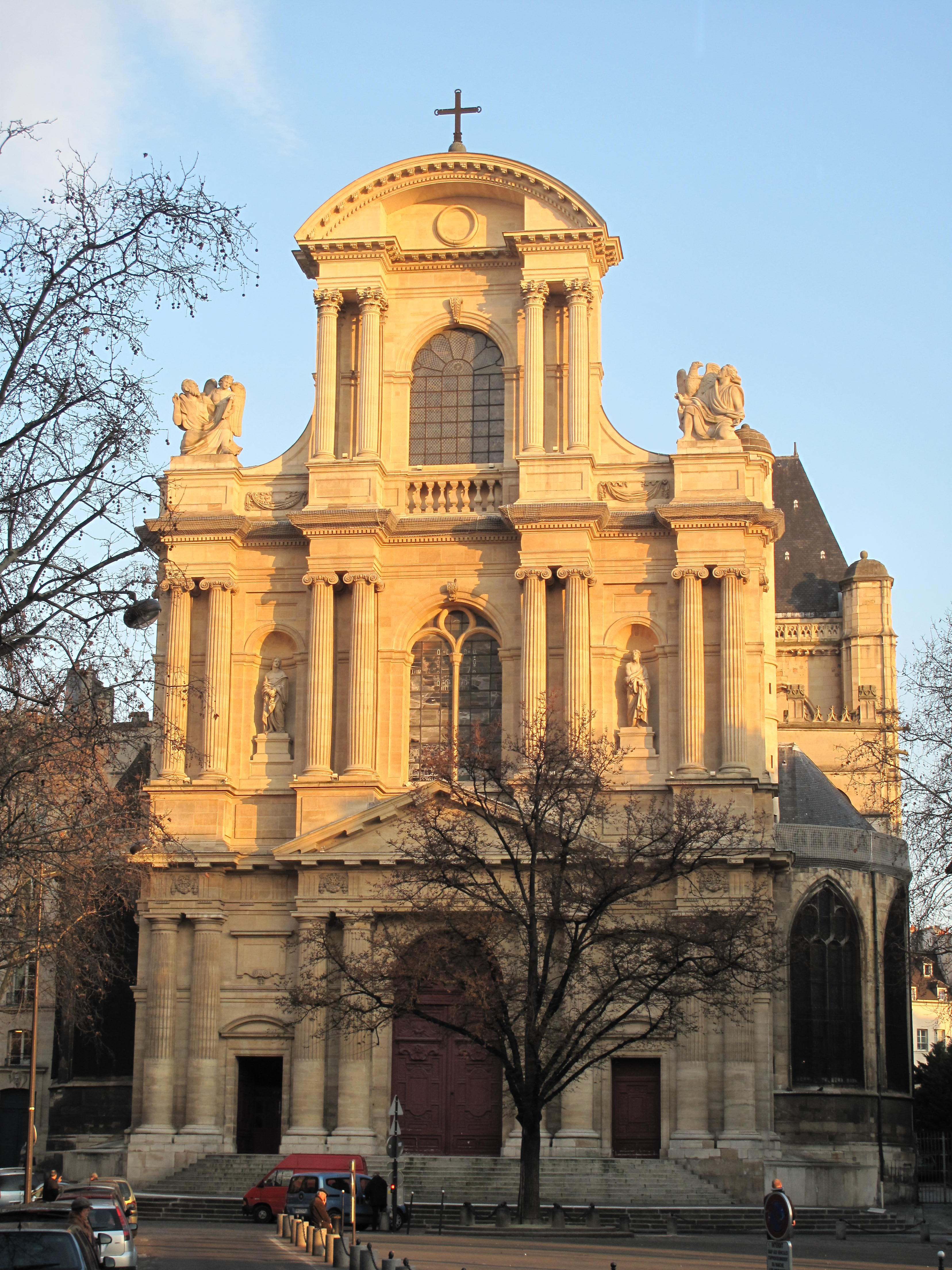
Соломон де Брос. Головний фасад церкви Сен Жерве.
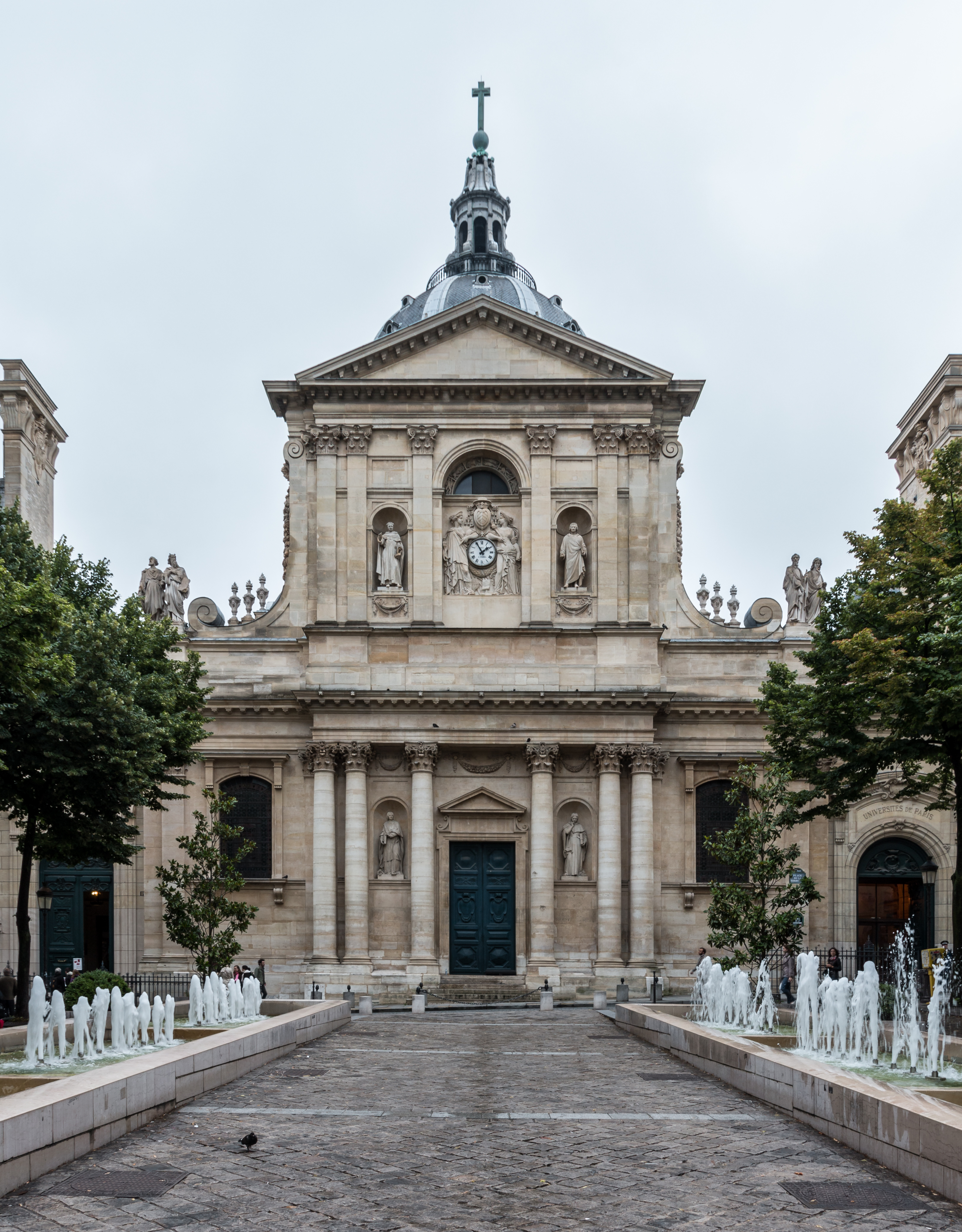
Церква університету Сорбонна
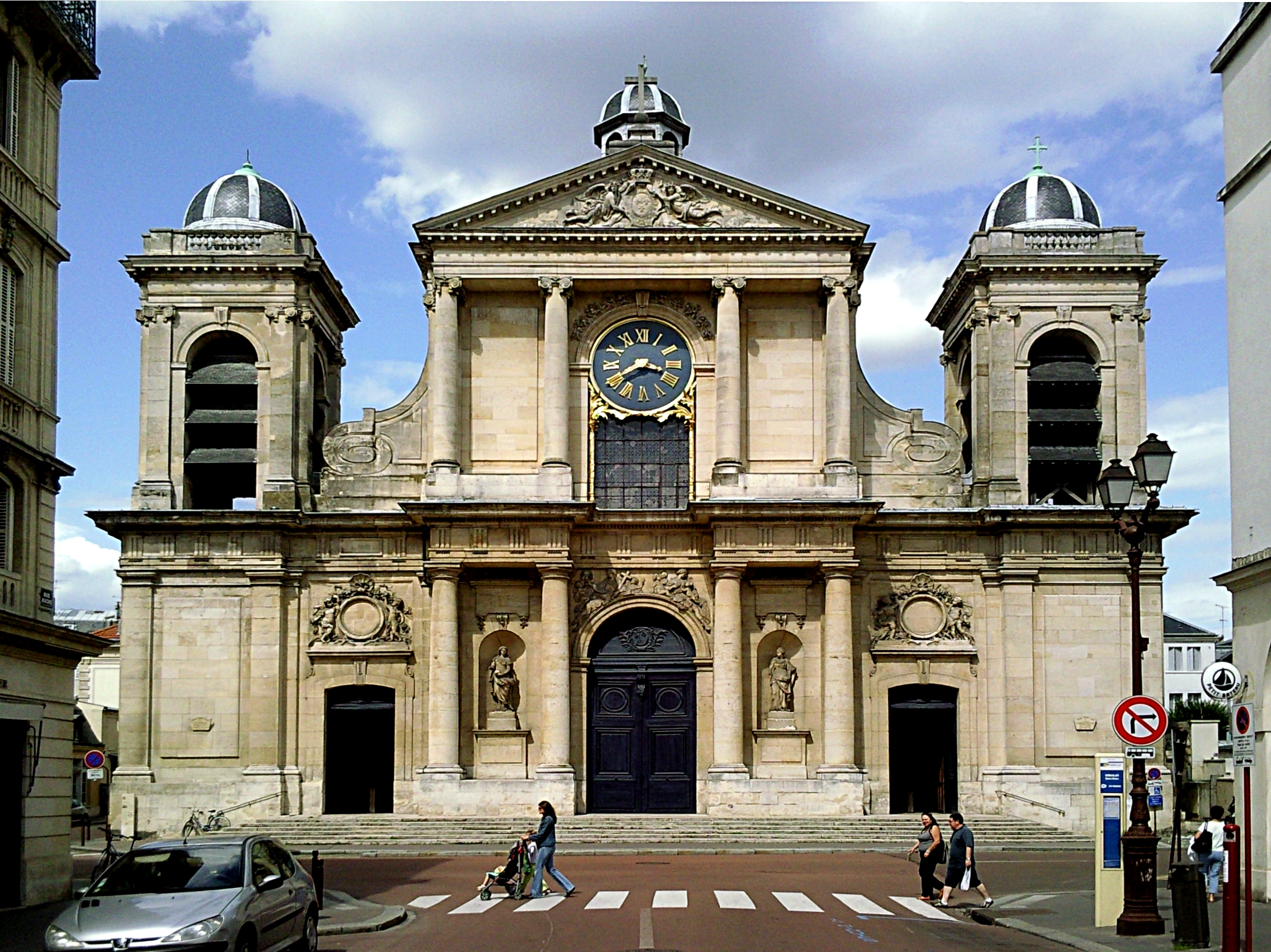
Версаль, церква Нотр Дам.
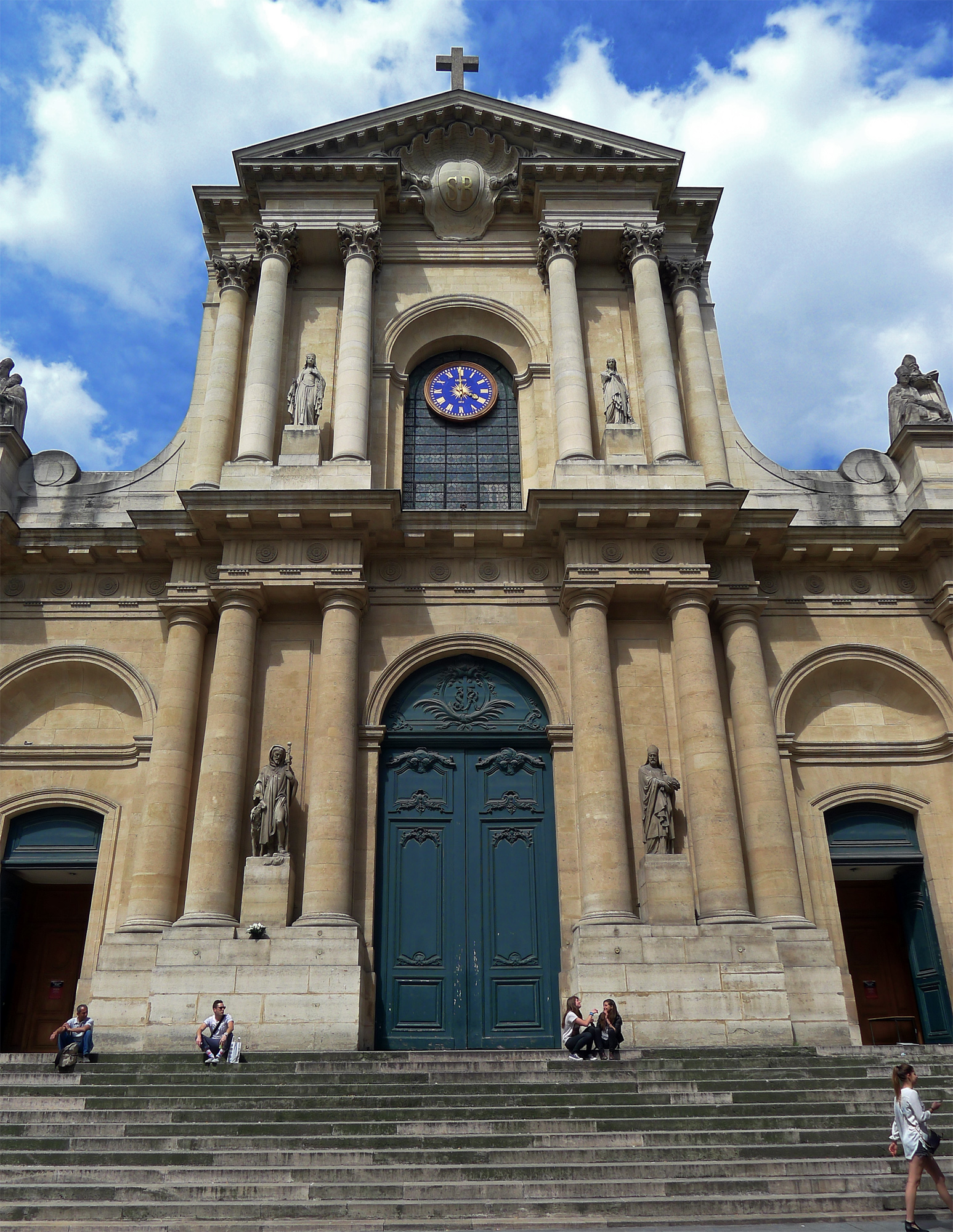
Церква св. Роха, Париж.

## Віртуозне обігрування несиметричних ділянок

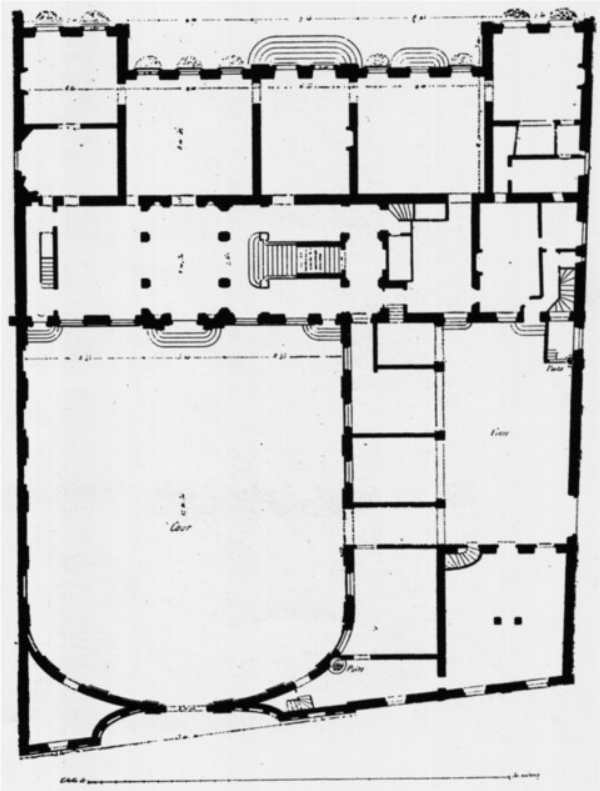
Арх. Жак Буйє де Блуа. Поземний план палацу Сале, Париж, бл. 1656 р.

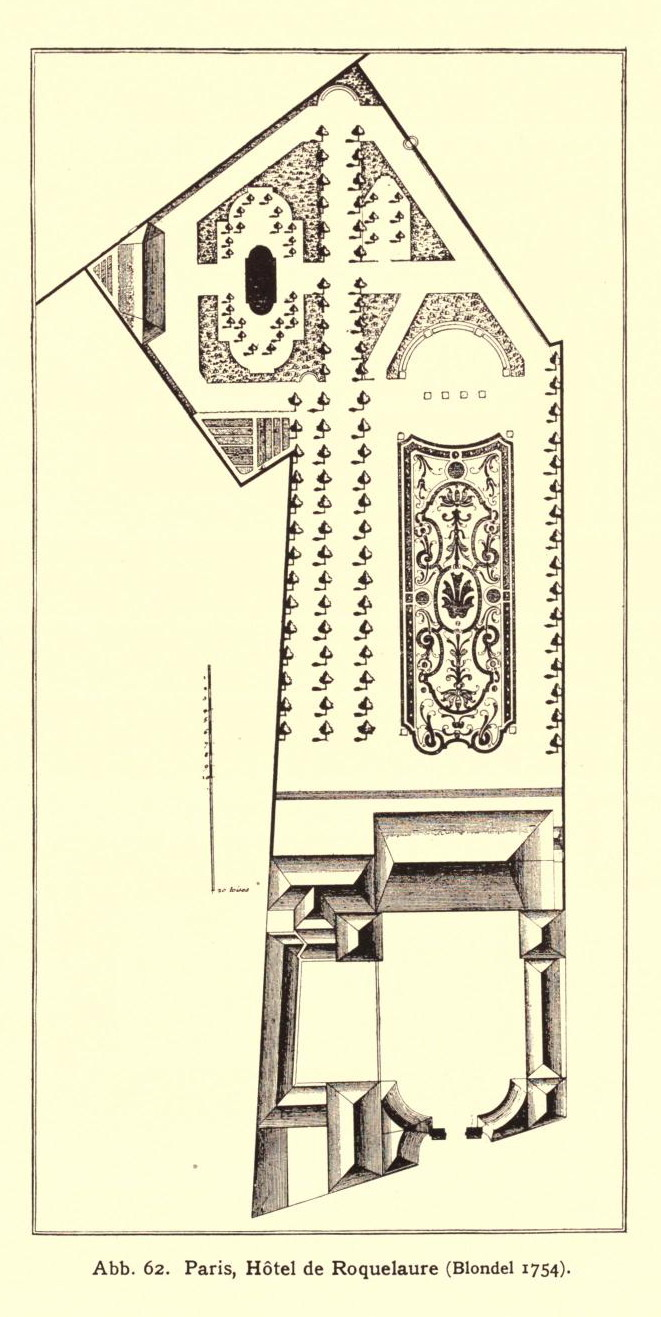
Жак-Франсуа Блондель. Отель де Рокеле, Париж, 1754 р.

Барокова стилістика вимагала симетрії як в побудові фасадів, так і в побудові планів споруд. Естетика йшла ще від настанов доби відродження, що протиставляла свої споруди асиметрії і хаотичності забудов доби середньовіччя.
Французькі архітектори прийняли ці настанови і скрізь, де можливості це дозволяли, використовували симетрію. Викликами архітекторам нової генерації стануть тіснява забудови у містах та несиметричні земельні ділянки, куди вони мусили прилаштувати настанови симетрії. Так народився черговий феномен французької архітектури, коли покажчиком майстерності архітектора стають здатність віртуозно обіграти несиметричну земельну ділянку. Цим вже майстерно володів архітектор Жак Буйє де Блуа, здатний працювати в новій, бароковій стилістиці. Зразком віртуозно обіграного плану став план побудови отеля (палацу) Сале у Парижі для багатія Обер де Фонтене. В садовому фасаді палацу Сале Жак Буйє де Блуа використав симетрію. Але протяжний садовий фасад не було зручно розмістити у парадному дворі. Архітектор штучно скоротив частину фасаду, що виходив у курдонер, замкнувши його господарськими корпусами у один поверх і створивши таким чином нову, додаткову вісь симетрії, що проходила лише через парадний двір, а не через увесь палац, як того вимагали настанови і італійського, і французького бароко. При цьому господарський корпус був вибудований лише з одного боку. Другий бік парадного двору був замкнений декоративною стіною, що впритул розташували до кордону самої земельної ділянки, де починалась інша приватна власність.
Здатність майстерно обігрувати несиметричні ділянки була підхоплена і іншими архітекторами. Вона мала місце як в будівельній практиці архітекторів бароко, так і архітекторів доби французького класицизму 18 ст. Феномен французької архітектури добре оцінили фахові архітектори і інших країн, на них навчались навіть авторитетні архітектори Італії. Віртуозно обігрували французькі архітектори не тільки плани споруд, а і розташування асиметричних регулярних садів.

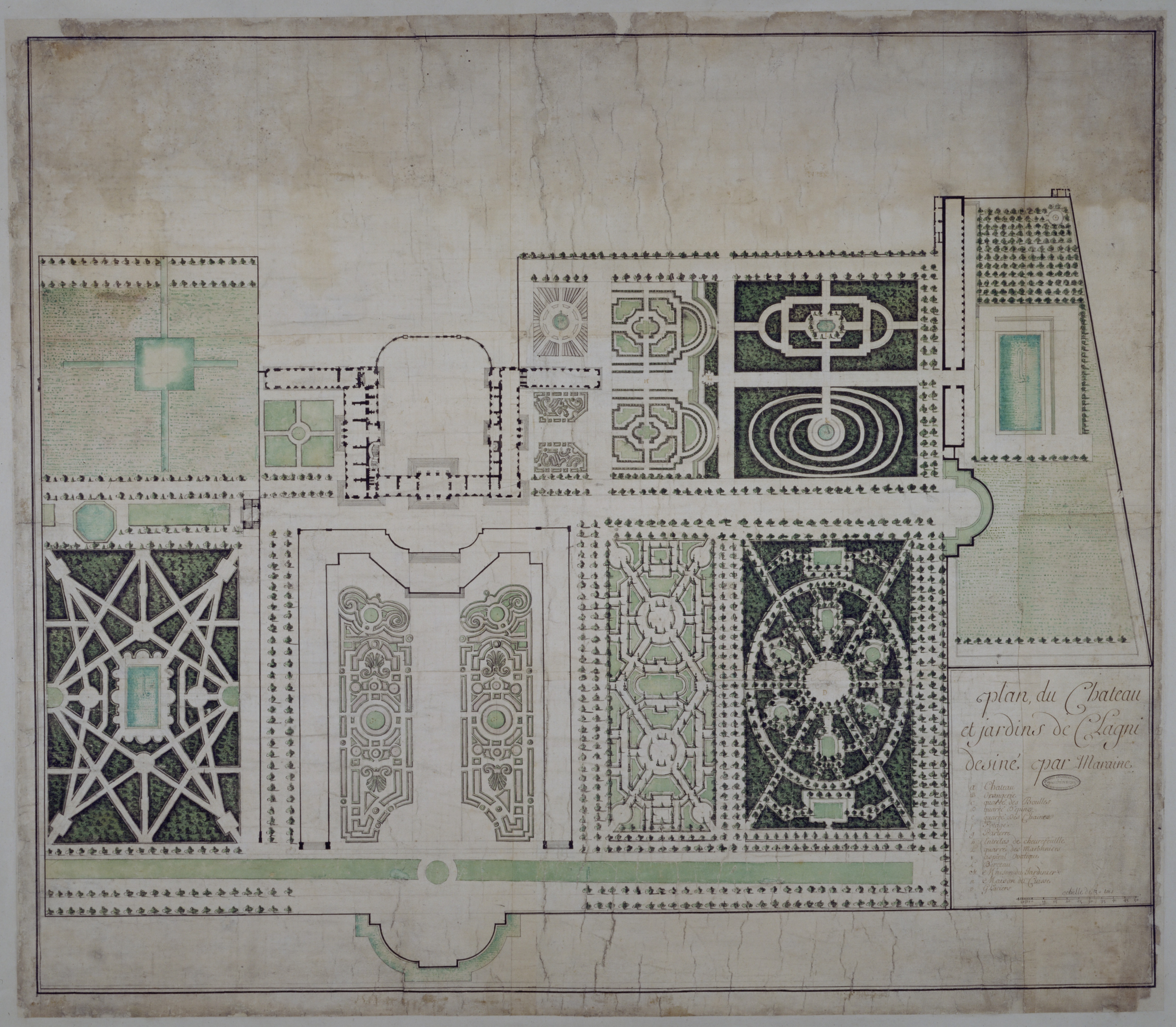
Андре Ленотр. План замку і парку в Кланьї (зруйновано) з декількома осями симетрії
Архітектор Жан Куртон (1671-1739). Палац (отель) Матіньйон, Париж, план, 1720—1724 рр.
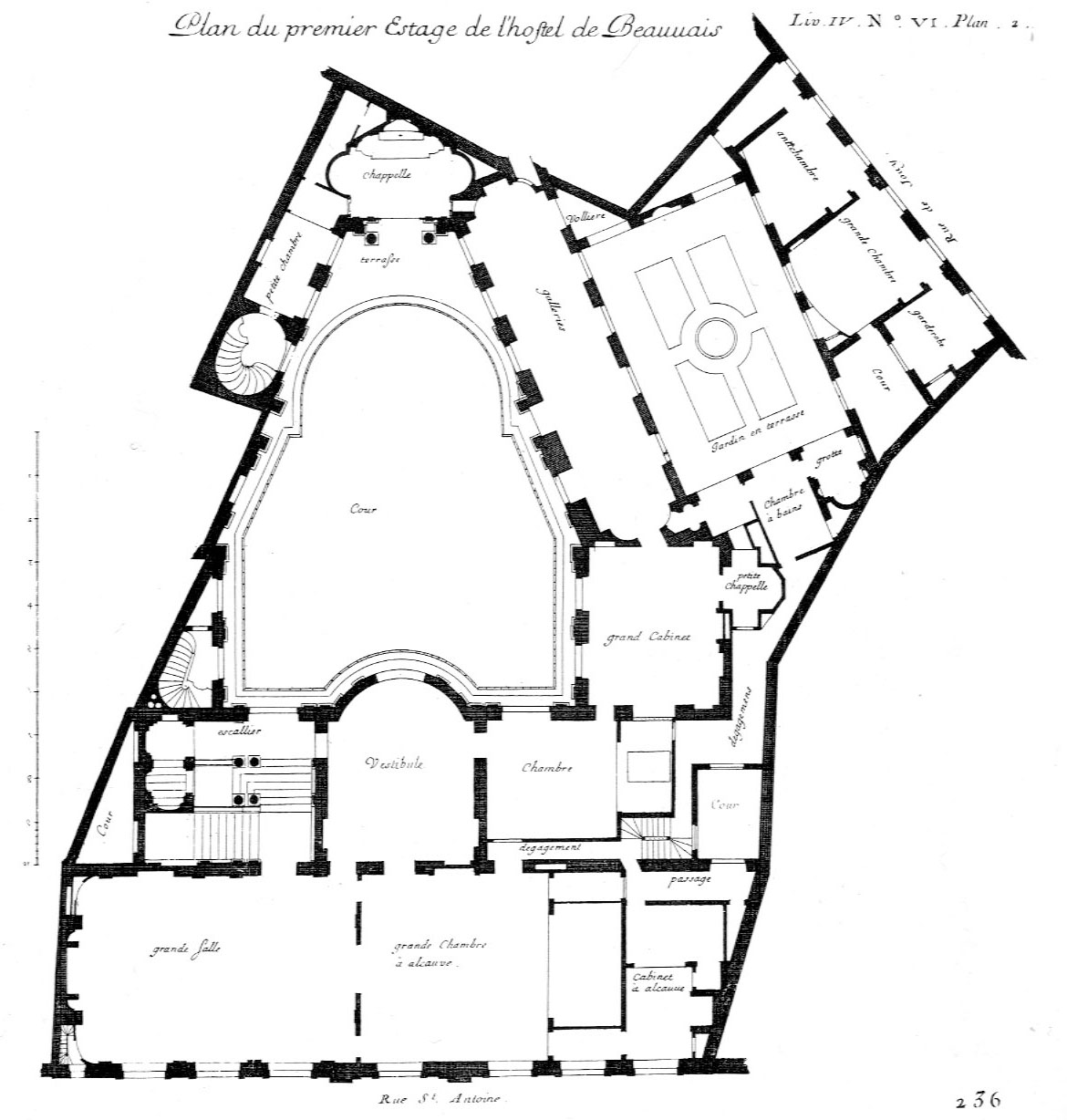
Арх. Антуан Лепотр. Палац Бове, план на несиметричній ділянці
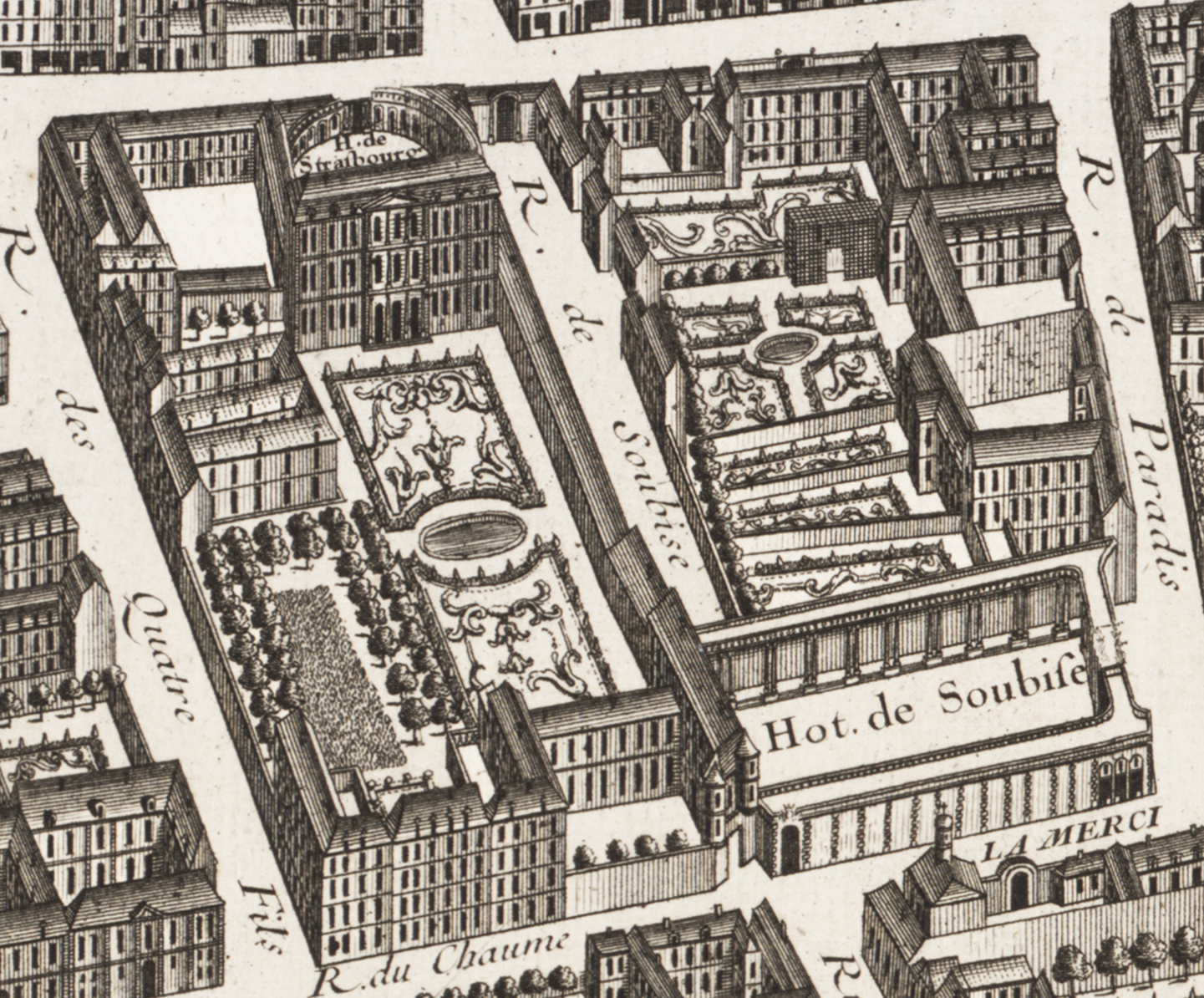
Асиметрія в розташуванні паризьких палаців Субіз та Страсбур (Роган)

## Барокові корені мистецтва Бофрана

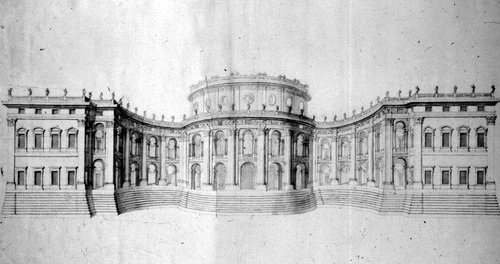
Лоренцо Берніні. Проект добудов до палацу Лувр (?)
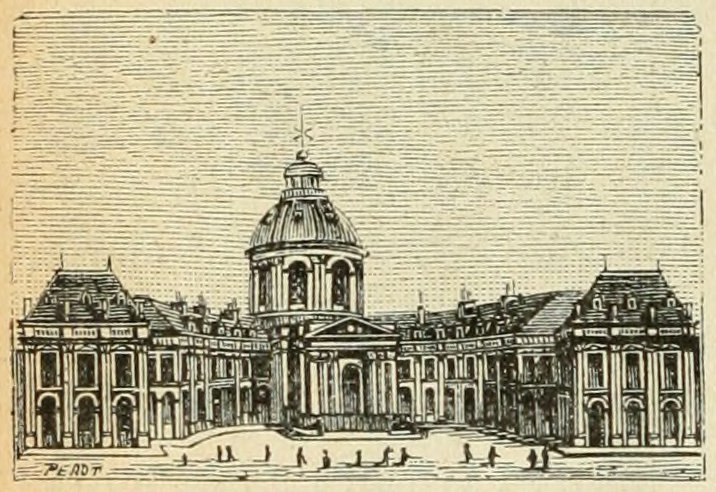
Луї Лево. Коллеж Чотирьох Націй, головний фасад.
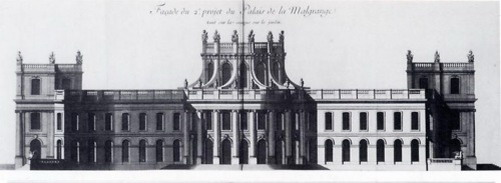
Жермен Бофран. Замок Мальгранж, проект

## Барокові орнаменти Франції і Даніель Маро

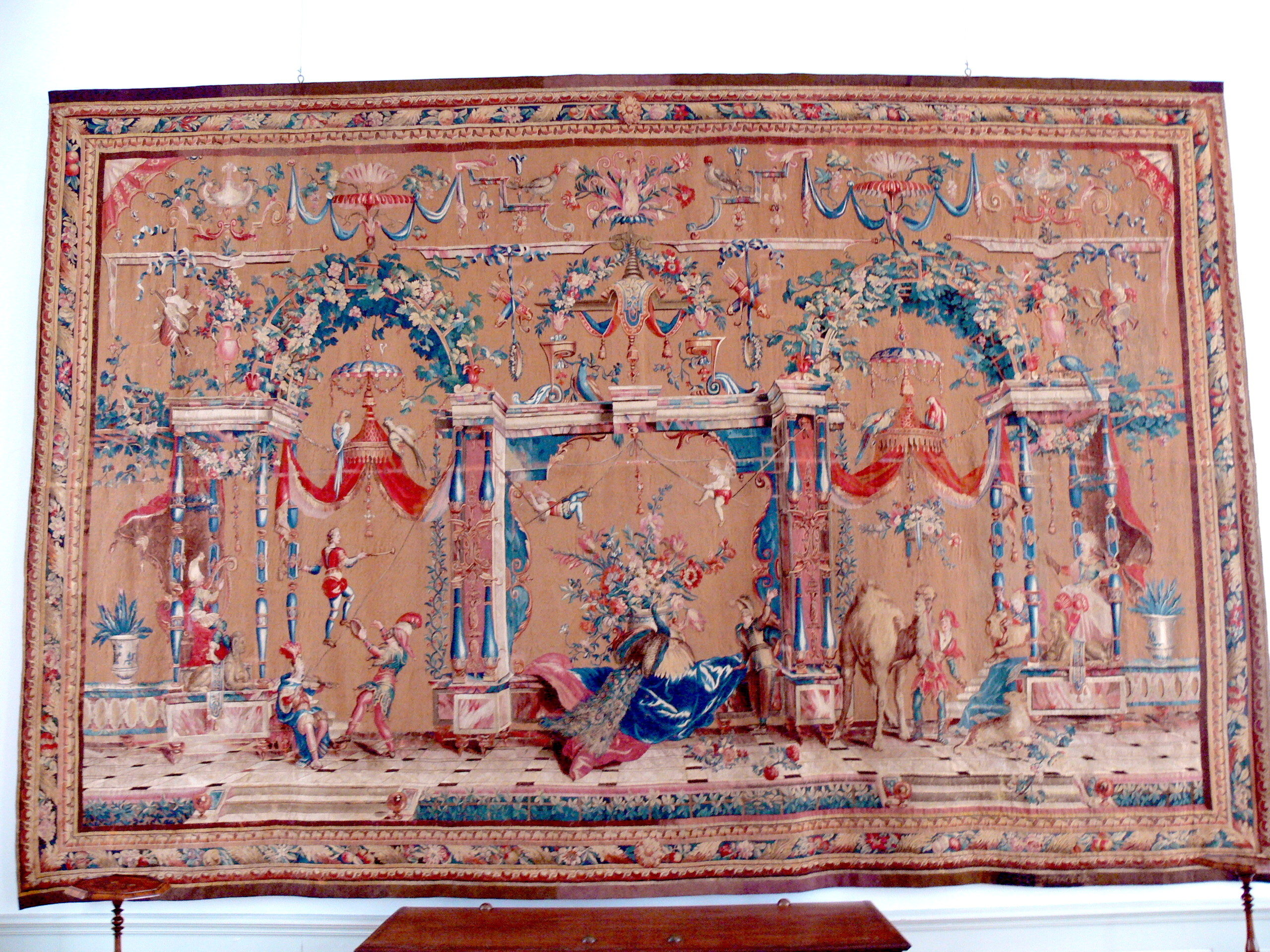
Жан Берен, картон для килима. Килим-аррас з танцівниками та акобатами, мануфактура Бове, збірка палацу Кронборг.

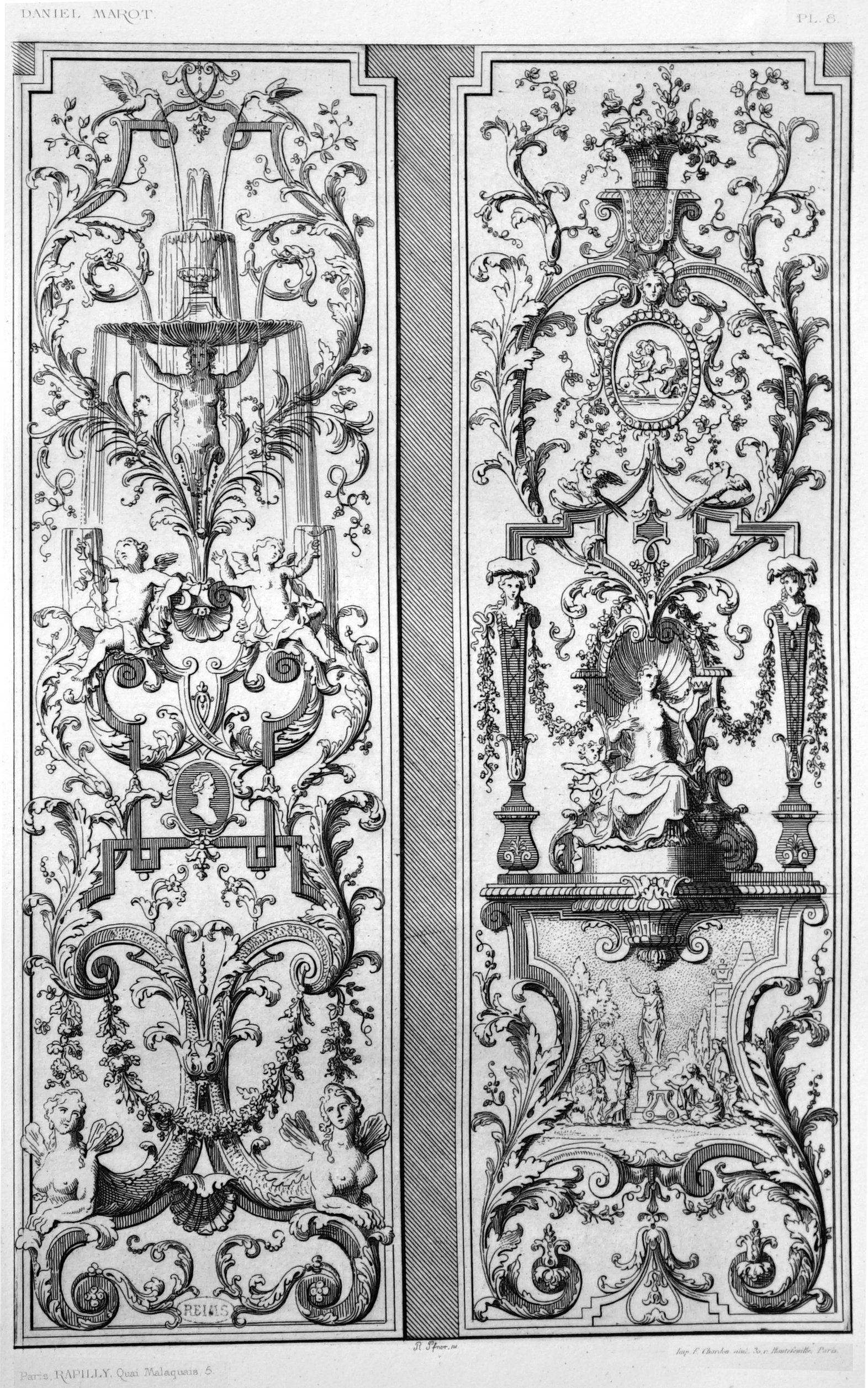
Офорт з двома різновидами орнаменту роботи Даніеля Маро, до 1712 р. Музей Вікторії й Альберта, Лондон

Орнаментальна гравюра у Франції мала особливості розвитку у порівнянні з сусідніми Іспанією, Фландрією та Німеччиною. В 16 столітті саме через орнаменти французька придворна культура засвоїла формальні ознаки італійського маньєризма, схильного навіть людську фігуру трактувати як декоративну і як складову частину чудернацького декору або орнаменту.
На початку 17 ст. ситуація стала іншою. В Західній Європі розв'язали Тридцятирічну війну. Вже з 1618 року німецькі князівства були майже відсторонені від загальноєвропейського художнього процесу через обвал у економіці, бо головні військові операції точилися на територіях німецьких князівств. З Німеччини почалась масова еміграція митців у спокійні тоді Італію, Голландію, а німецька гравюра логічно загальмувалась у розвитку. У консервативній Іспанії та керованих нею Іспанських Нідерландах (Фландрія і Брабант), де панувало аристократичне мистецтво, демократична гравюра не отримала розвитку взагалі (виняток — малюнки і гравюри для ювелірних виробів). Франція не була зачеплена трагічними подіями Тридцятирічної війни. В королівстві продовжився плідний розвиток архітектури і живопису, що обслуговував аристократію і королівський двір. Хоча розвиток гравюри на початку 17 століття мав повільні темпи розвитку. Але аристократичне мистецтво Франції звернуло увагу на орнаментальну гравюру і залучило навіть її до обслуги аристократії.
До створення орнаментальних гравюр звернулась низка художників і граверів Франції і зробили її приналежність елітарного мистецтва. Формально це було пов'язано із дизайном для створення палацових інтер'єрів, меблів, орнаментів на зброї, при виробництві килимів, ювелірних виробів, коштовного посуду, декору фонтанів, виробів з бронзи, вишивок, мережива, візерункових тканин і текстилю, навіть різьбленого декору військових човнів.
Орнаменти і декор французького бароко тяжіють до великих, масштабних пластичних форм, як і орнаменти Італії. Французькі зразки, однак, не такі соковиті і надто пророблені, швидко перетинають середній рівень заради підвищеної вишуканості і елегантності. На ранньому етапі античні орнаменти були приналежністю лише італійців. У Франції, де середньовічні і маньєристичні впливи затримались, античні мотиви в гравюрі і в декорі приживались повільно і не одразу. Однак саме у заальпійських країнах орнаментальна гравюра отримала надзвичайно своєрідні і несхожі форми на італійські зразки, що тільки збагатило художню практику не однієї держави.
Етап розвитку орнаментальної гравюри Франції припав на середину і кінець 17 ст., коли низка художників спрямувала зусилля на створення «Великого стиля», мета котрого — уславлення короля Луї XIV.
Отримала поширення практика створення гравюр зі зразками декорування килимів, вишивок, коштовного металевого посуду, декору палаців і навіть вітрильників. Розпочався друк альбомів із затвердженими зразками ювелірних виробів, меблів, килимів, посуду, садово-паркових огорож, воріт, паркових павільйонів.
До трійки уславлених дизайнерів-граверів Франції 17 ст. пізніше були зараховані — * Жан Лепотр (1617—1682)
- Жан Берен (1640—1711)
- Даніель Маро (1661—1752).

Навіть серед них особливе місце посів Даніель Маро та його творчість. У Франції з 1685 року відновили утиски і гоніння французьких протестантів-гугенотів. Даніель Маро старший був гугенотом і через загрозу власному життю покинув Францію й емігрував до Голландії. Його варіант барокового дизайну при новітності і вишуканості зразків мав стриманий характер, що полонив саме прихильників помірного варіанта бароко у північних каїнах, серед котрих були Голландія, Швеція, Велика Британія, країни, котрі відіграватимуть помітні ролі в політиці 17 століття.

## Галерея обраних гравюр Даніеля Маро

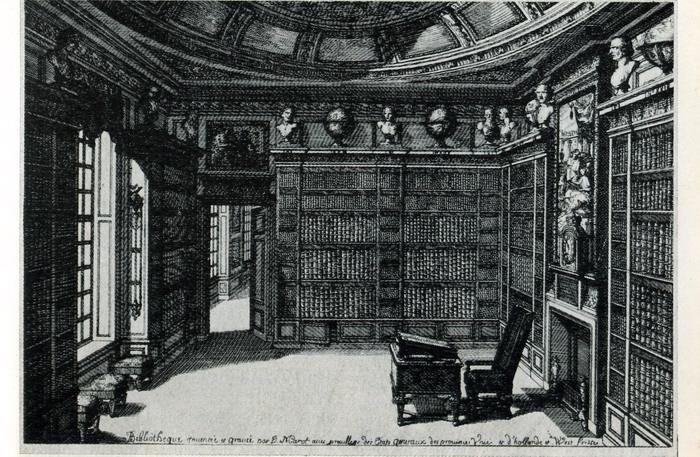
Д. Маро. «Проект інтер'єра приватної бібліотеки».

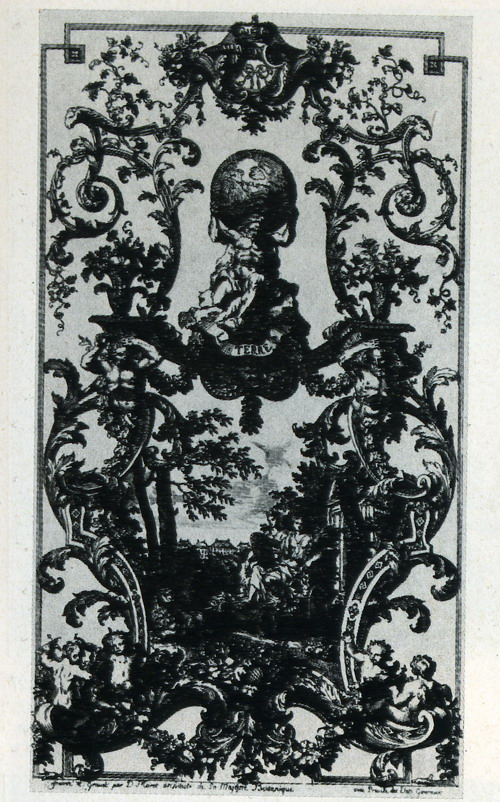
Д. Маро. «Гротеск з пейзажем»
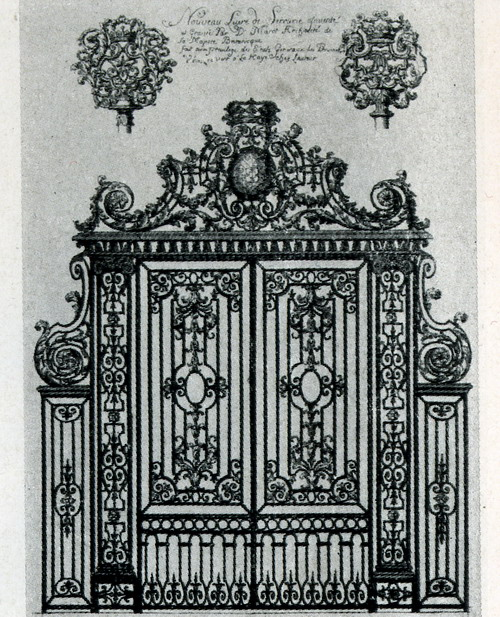
Д. Маро. «Металеві ворота»
Д. Маро. «Дизайн каскада в орнаментальній рамі», офорт до 1700 р.
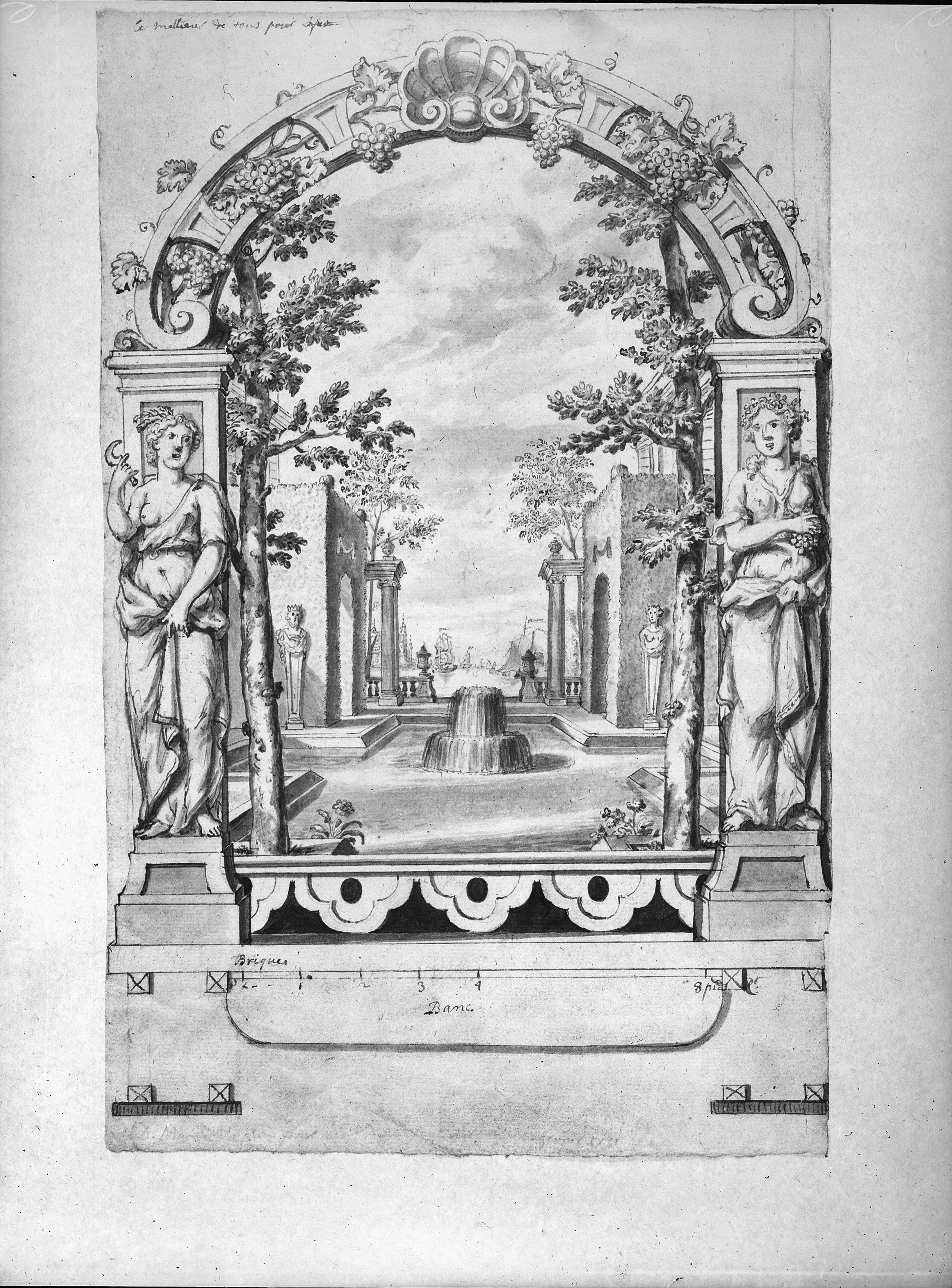
Д. Маро. «Декоративна брама з перспективою регулярного саду».

## Барокові меблі Франції
Висока концентрація ремесел навколо королівського двору була характерна вже в добу короткого французького відродження та маньєризму. Останній діяльно сприяв формуванню національної французької культури на новому етапі.
Потужні культурні традиції сприяють виробленню власних, національних форм у меблярстві, незалежно від інших культурних центрів, незважаючи на запозичення і іноземні впливи. Розвиток і формування форм має пришвидшений характер, тому французькі дослідники домовились називати зміни стилістики за роками правління королів. Так, у меблярстві називають стилі Генріха IV, Людовика ХІІІ, Людовика XIV.
Замість поширеного у меблярстві горіха приходить заморська сировина — чорне дерево та ін. Мало цього, меблі починають прикрашати інкрустаціями. Підвищеній пишності палацових меблів сприяють також золочення, накладні рельєфи з олова, міді, золоченої бронзи, меблі декоруватимуть стулками зі слонової кістки, панциря черепах. У 18 столітті після налагодженого виробництва власної порцеляни меблі декоруватимуть і порцеляновими вставками.
Барокові меблі Франції важкі і помпезні, перенасичені декором. Їх важко пересувати. Декору настільки забагато, що меблі ледь не втрачають функціональність. Майстри-меблярі і дизайнери інтер'єрів заздалегідь намічають розташування меблів, а декор залів набуває пишної важкості і статичності. Отримала практика створення альбомів із зразками палацових меблів.
Королівський і аристократичний диктат приходить і у меблярство та у майстерні по виготовленню палацоваго декору. Концентрація художніх сил в одному центрі призвела до заснування 1662 року Королівської мануфактури гобеленів, де одночасно працюють дизайнери, художники-декоратори, а їх проекти реалізують численні меблярі, ремісники, вишивальщиці, ткачі, швачки. В аристократичному мистецтві Франції склалась так звана «Велична манера», котру діяльно запроваджував у мистецтво придворний художник Шарль Лебрен (1619—1690). Отримавши посаду директора Королівської академії живопису і скульптури, Шарль Лебрен як диктатор послідовно і наполегливо впроваджував академічну доктрину «Величної манери» в художню практику. Його настанови вимагали навіть затверджених зразків зображення почуттів в картинах, ракурсів фігур, жестів і навіть поглядів. Бароко Франції поступово перетворювали на комплект готових рецептів і незмінних настанов у мистецтві, на незмінності котрих і наполягав Шарль Лебрен, посилаючись на авторитет Ніколя Пуссена. Індивідуальності майстрів, що працюють в Королівській мануфактурі гобеленів практично стираються.
Навіть заангажована і цензурно контрольована художня практика не змогла зупинити розвиток мистецтва і воно розквітало у майстрів, що не входили у офіційні королівські академії або мали ішні, нефранцузькі витоки і впливи (італійські, фламандські).

## Бароковий живопис Франції

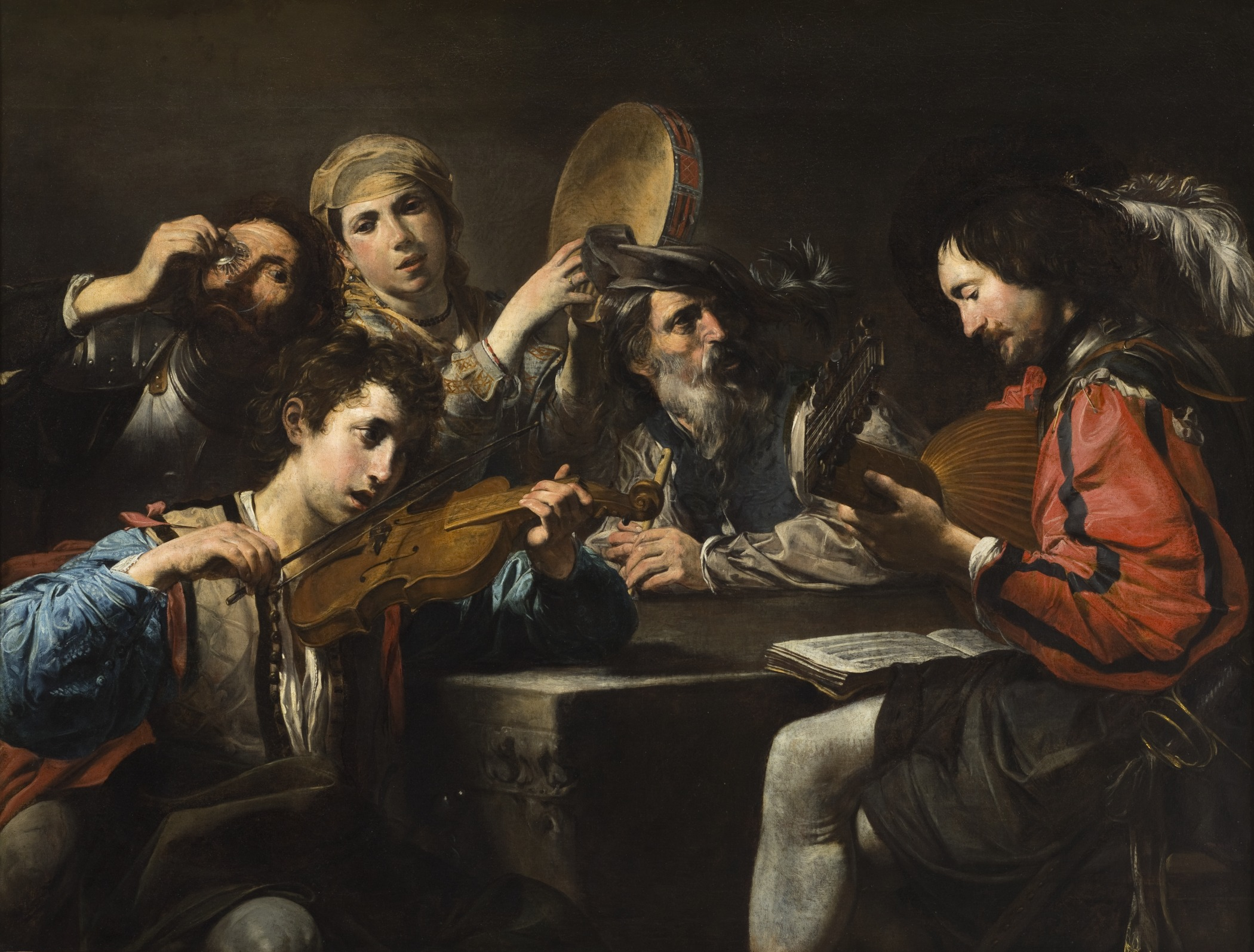
Валантен де Булонь. «Музикування», 1626 р. Музей мистецтв округу Лос-Анжелес

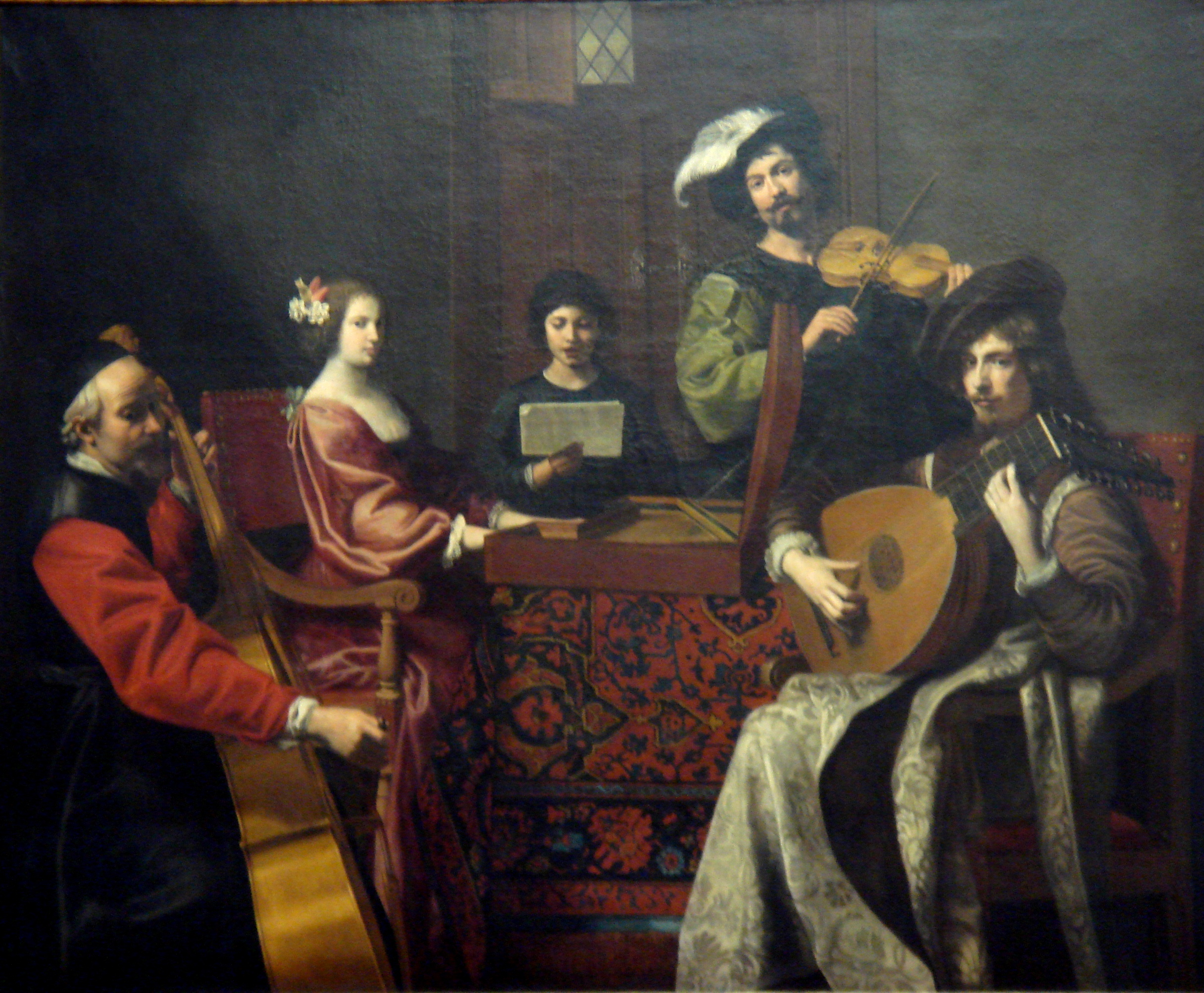
Худ. Ніколя Турньє. Концерт, 1635 р.

Дослідники вважають, що чисті форми бароко існували у Франції лише в добу короля Луї 13-го, офіційного батька короля — сонце. Невелика кількість барокових художників-французів змусила королівський двір звертатись із замовами до фламандців Рубенса і Ван Дейка. Повернення з Риму в Париж Симона Вуе підсилило формальні позиції бароко в живопису Франції. Хоча твори Симона Вуе, технічно майстерного, залишались поверхневими і неглибокими, але укладались у вимоги до придворного мистецтва.
Особливо повно бароко панувало в офіційних портретах і релігійних картинах.
Та бароко (стиль живучій, міцний, всебічний) не зник і після його офіційного закриття у Франції наприкінці 17 століття. Достатньо подивитися на парадні портрети пензля митців Франції: Ларжильєр «Автопортрет з родиною» 1712 , Луї Токке «Маркіз Мариньї» 1755 , Кантен де Латур «Маркіза Помпадур з нотами» 1755, Наттьє-син «Імператриця Катерина Перша» 1717 — всі вони барокові.
Бароко не здало позицій і в скульптурі країни (Пюже «Загибель Мілона Кротонського від лева» , Куазевокс " Погруддя гравера Одрана "). Чого тільки варте «Погруддя короля Луї 14-го» того ж Лоренцо Берніні (шедевр бароко), що було схвально прийняте королем-сонце та розміщене в Версалі, офіційній столиці класицизму Франції.

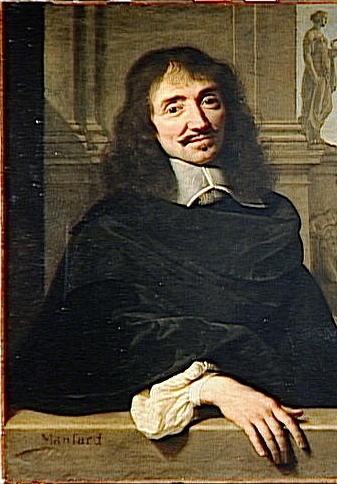
Філіп де Шампень, архітектор Франсуа Мансар
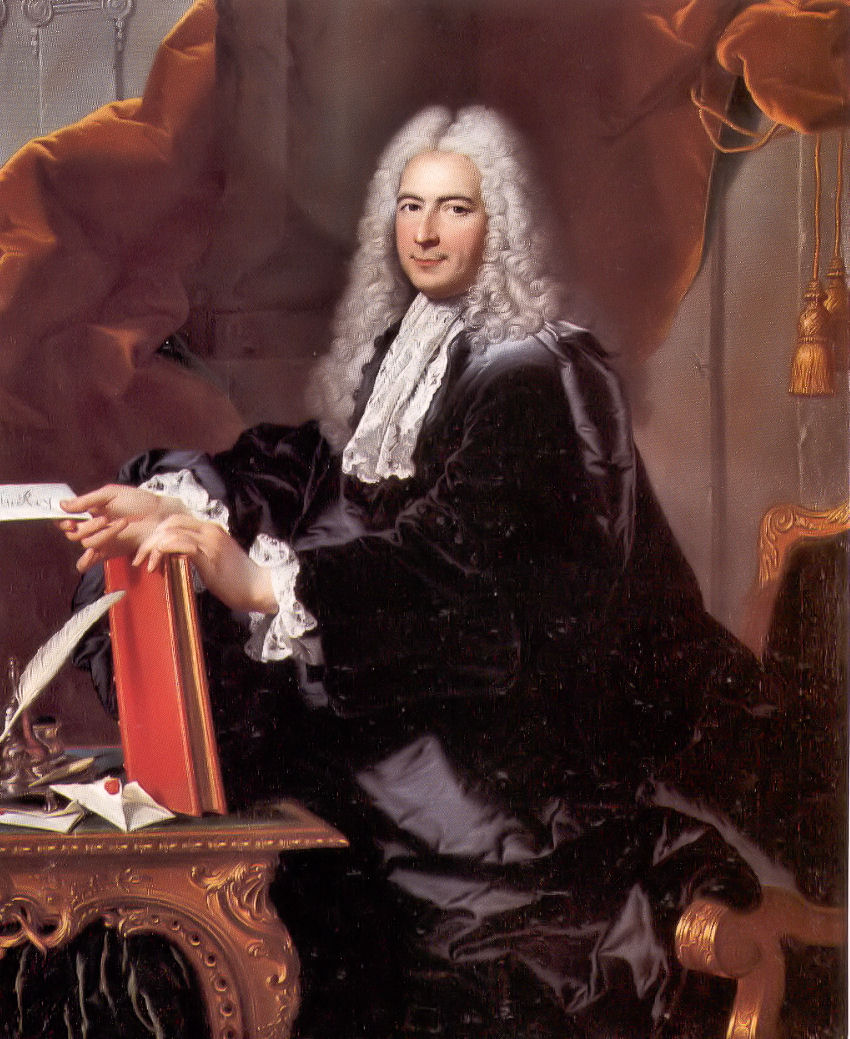
Гіацинт Ріґо. «Портрет Філібера Оррі».
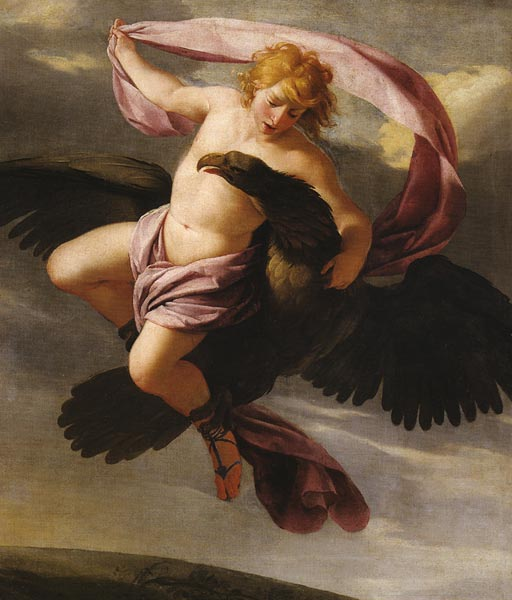
Худ. Есташ Лесюєр. Орел Зевса викрадає Ганімеда.
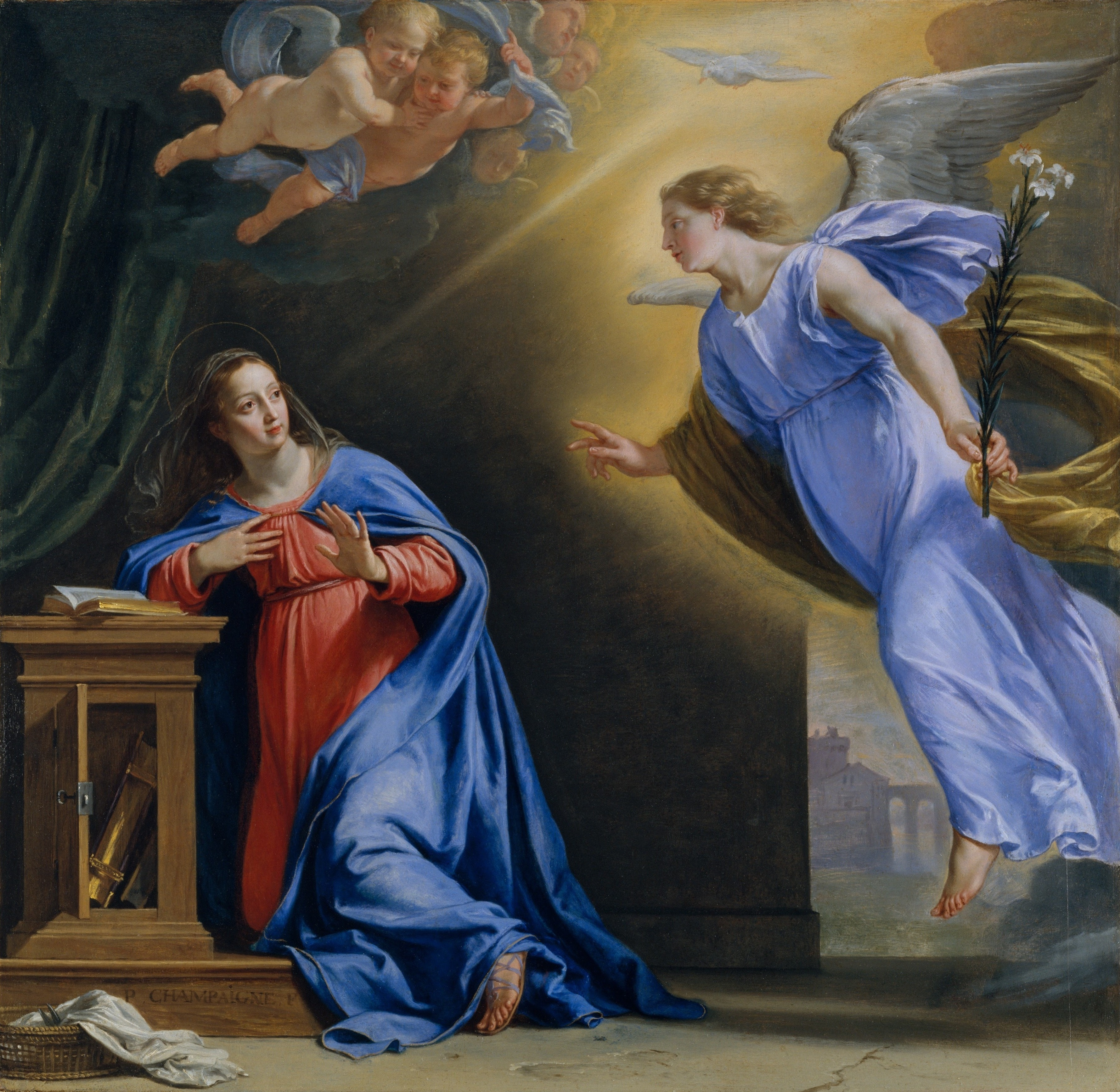
Філіп де Шампень Шампень, Благовіщення. Метрополітен-музей

## Жорж де Латур

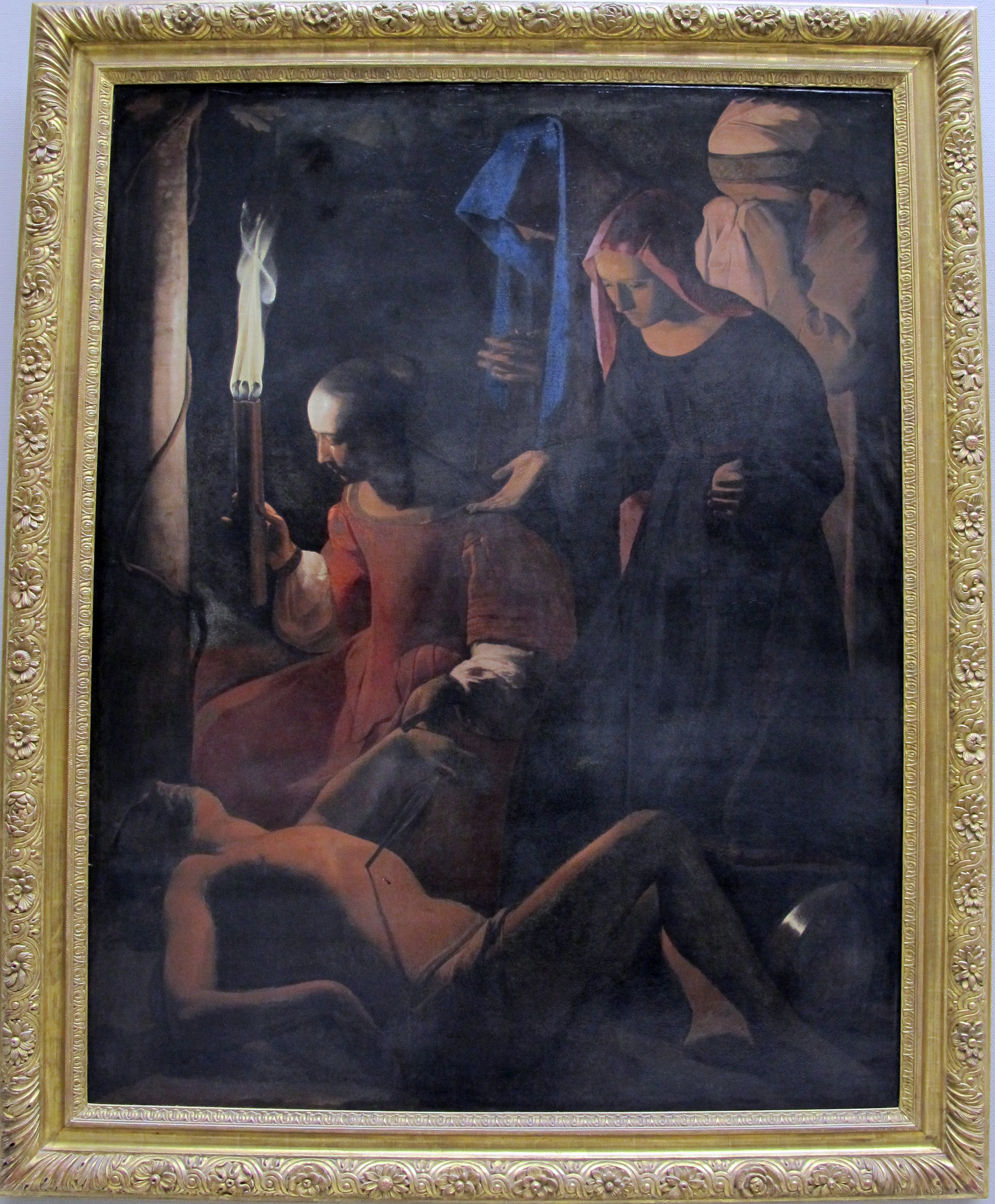
Жорж де Латур. Рятування святого Себастьяна (Латур)

В 17 столітті тоді ще незалежна, але франкомовна, Лотарингія породила трьох велетнів у мистецтві —
- в архітектурі — Жермен Бофран
- в гравюрі — Жак Калло
- в живопису — Жорж де Латур.

Жорж де Латур (1593—1652), провінційний майстер, що виробився у непересічну творчу індивідуальність всупереч і провінції, де машкав до смерті, і всупереч малих і важких умов для творчості, і всупереч нещастям жити щодня серед здичавілих від трагедій, голоду і війни сучасників. Знав і непорозуміння, і прижиттєву втрату низки власних картин (страшної, непоправної втрати для художника), і забуття після смерті.
Його перебування у Італії надто схоже на недоведену гіпотезу, тому що аби познайомитися зі знахідками караваджизма, необов'язково відвідувати Рим. Через Лотарингію пройшло декілька митців, що були в Римі і знали чи сповідували караваджизм. Молодість Жоржа якраз і припала на поширення караваджизма як методи в країнах Західної Європи. Художні здібності необов'язково шліфувати у Римі. Це добре доводив все життя власною художньою практикою той же Рембрандт (1606—1669), що теж ніколи не відвідував Італії і не шліфував власну майстерність у Римі чи Венеції.
Більшість з картин Жоржа де Латура, що дійшли до 20 століття — це релігійний живопис. Є й декілька картин, що віднесені до чисто побутового жанру. Навіть первісний аналіз творчого доробку Латура доводить, що його твори далеко вийшли за межі впливів поверхневого караваджизма більшості його прибічників. Він мав непоганий зір і розвинену художню свідомість, здатне на добрі відгуки серце, щоби самотужки відкрити в простонародних мешканцях щирі і глибокі почуття, варті перенесення у картини. Якщо вважати, що караваджизм — це демократична, неаристократична, низова гілка бароко в живопису, то твори Латура несуть в собі якраз демократичні, неаристократичні, неакадемічні якості не тільки тому, що майже всі персонажі його картин з простого люду. Провінційність художньої манери Латура відбилась в постійному уникненні бравури і динамізма італійського бароко, притаманного і релігійним картинам самого Караваджо. Від творчості Караваджо до творів Латура перейшли прихильність до драматичних сюжетів, жах перед актами насилля і відкритої агресії, здатність відчувати трагедії, насилля і втрати навіть в повсякденному побуті.
Низка картин лотаринзького митця дивує простотою композицій при щирості почуттів персонажів, їх правдивості і здатності на глибокі і сильні почуття. Щиро сумує неприбрана і простоволоса Марія Магдалина біля столу з люстерком і запаленою свічкою, цими розповсюдженими тоді символами марноти марнот. Наївно-необачно полагається модний юнак на шляхетність добре одягнених шахраїв в картині «Картярський шулер з бубновим тузом». Всі чотири героїні картини «Рятування св. Себастьяна» — це різновиди глибокого співчуття до постраждалого, розпач від трагедії і молитва про порятунок і втручання всемогутнього християнського Бога у ситуацію, де люди безсилі поліпшити ситуацію.
Глибокою лірикою віє від картини «Новонароджений», де молода мати і літня жінка баюкають немовля, переживаючи появу на світ дитинчати як непересічне диво мирного життя. Якщо взяти до уваги, що в картині подані не святі жони, а прості селянки, сюжет набуває безпрецедентності у мистецтві 17 століття. Авторську, нетипову іконографію мають і релігійні композиції митця.
Низка картин Латура перенесена у нічну пору і світло вихоплює з темряви найголовніше у композиції. Тема освітлення — взагалі важлива частина творчої манери митця. Саме вона надавала Латуру можливість зосередитися на головному в картині, а не на дріб'язких подробицях. Дрібниць взагалі позбавлені майже всі картини (хоч з нічним, хоч із денним освітленням) художника, котрий робив досить суворий і свідомий відбір. І це наблизило його картини до найкращих зразків живопису 17 століття, де навіть простота мотивів і композицій — перевага великого таланту.
Значущість події присутня практично в кожній картині майстра — від релігійних до побутових. Вони позбавлені тривіальності і буденності, навіть коли це бійка провінційних музикантів чи сумна перерва в каятті Марії Магдалини на самоті вночі. Картини Жоржа де Латура формально належать до барокової доби, однак в них панує зосереджена тиша, де відбуваються не динамічні жести експресивних персонажів, а могутні рухи душ персонажів, душ злочинних чи чистих, як то є і в реальному житті. Картини Латура — свідки прозрінь митця і життєвої мудрості. Жорж де Латур лише виводив на майдани власних картин боротьбу зла із добром, де перемагало то зло, то добро, то знову зло.

## Французькі художники реальності

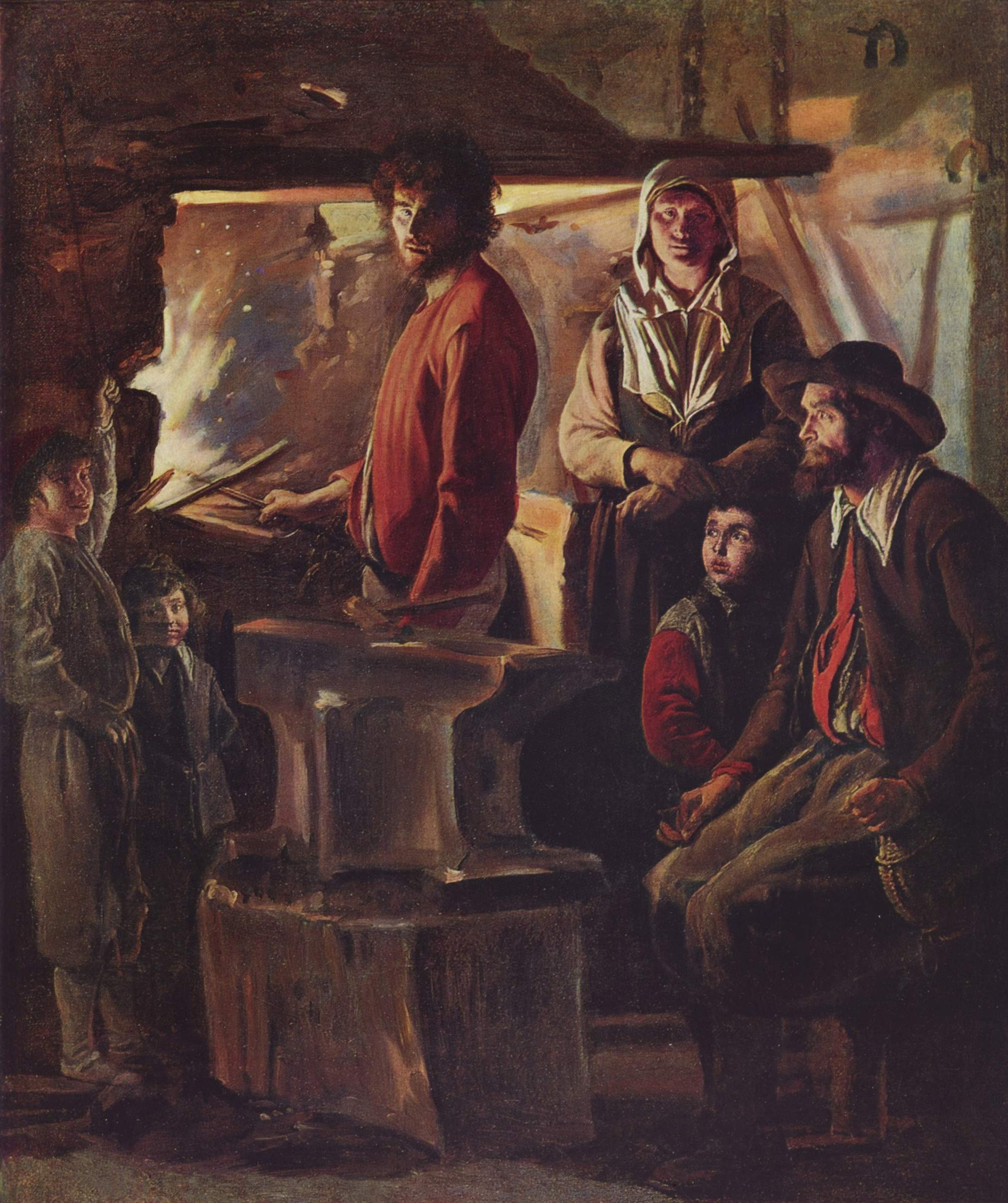
Луї Лєнен. «Сільська кузня», Лувр.

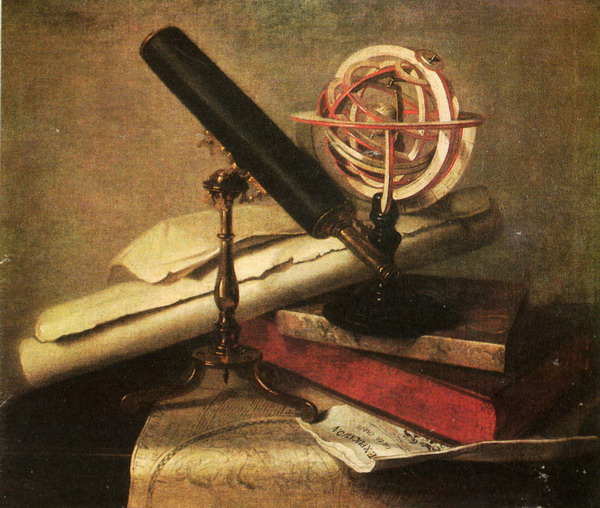
Філіп де Ла Гір. Натюрморт «Астрономічні прилади». Кінець 17 ст.

Представниками окремої, незалежної від офіційного аристократичного мистецтва гілки французького мистецтва, були художники реальності 17 століття (peintres de la realite). Ці сучасники барокових майстрів, виробили власну стилістику, майже не зачеплену настановами офіційного і придворного барокового мистецтва. Майстри не були поєднані у певну групу, але головною рисою їх мистецької практики було звертання до реалістичних сюжетів і їх відтворення без ідеалізації і чи впливів античних чи академічних настанов. Французькі художники реальності створювали побутові сцени, портрети з побутовим забарвленням, натюрморти, у меншій мірі картини біблійної тематики.
Сюжетами для цих майстрів могли бути сільська кузня, відвідини бабці надвечір, вечеря сільської родини, гра дітей на селянському подвір'ї, зупинка селян на шляху до місцевого ринку, навіть бійка розлючених простолюдинів. Ремісники нової хвилі і новаки в містах, художники в першій генерації, вони не поривали з фермерським чи ремісничим оточенням і переносили у власний живопис події власного стану, без ідеалізації, але з повагою до власних простонародних персонажів, на що не було здатне пихате аристократичне мистецтво. Віддаленим аналогом мистецтва художників реальності Франції було лише демократичне мистецтво Нідерландів. Мистецтво французьких художників реальності було забуто вже на початку 18 ст. і відкрите наново лише у першій третині 20-го.

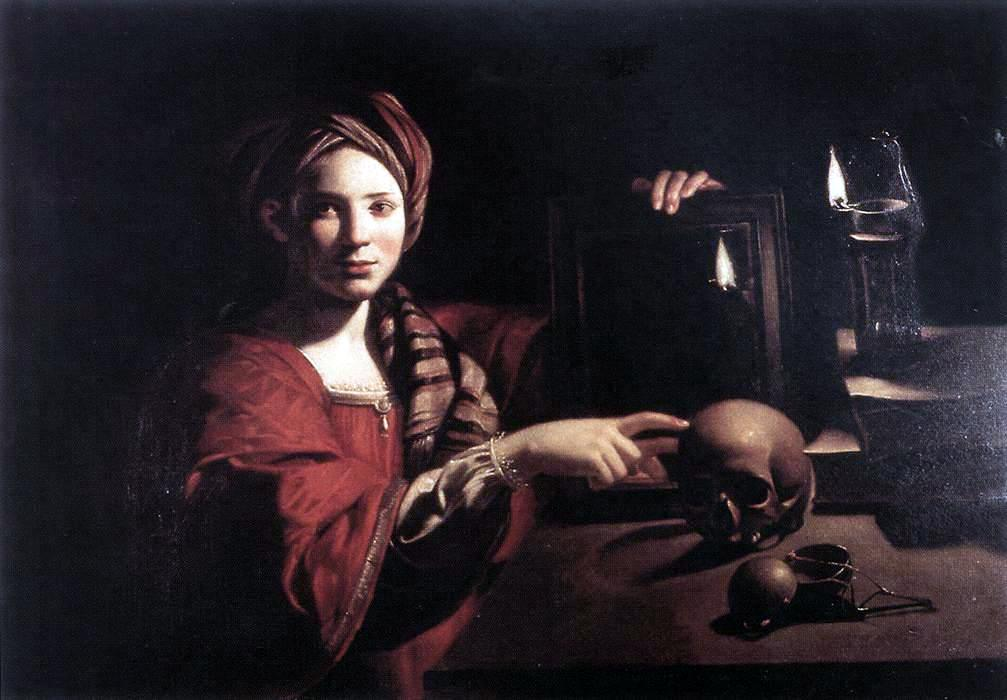
Невідомий французький майстер. «Марнота марнот». бл. 1630 р.
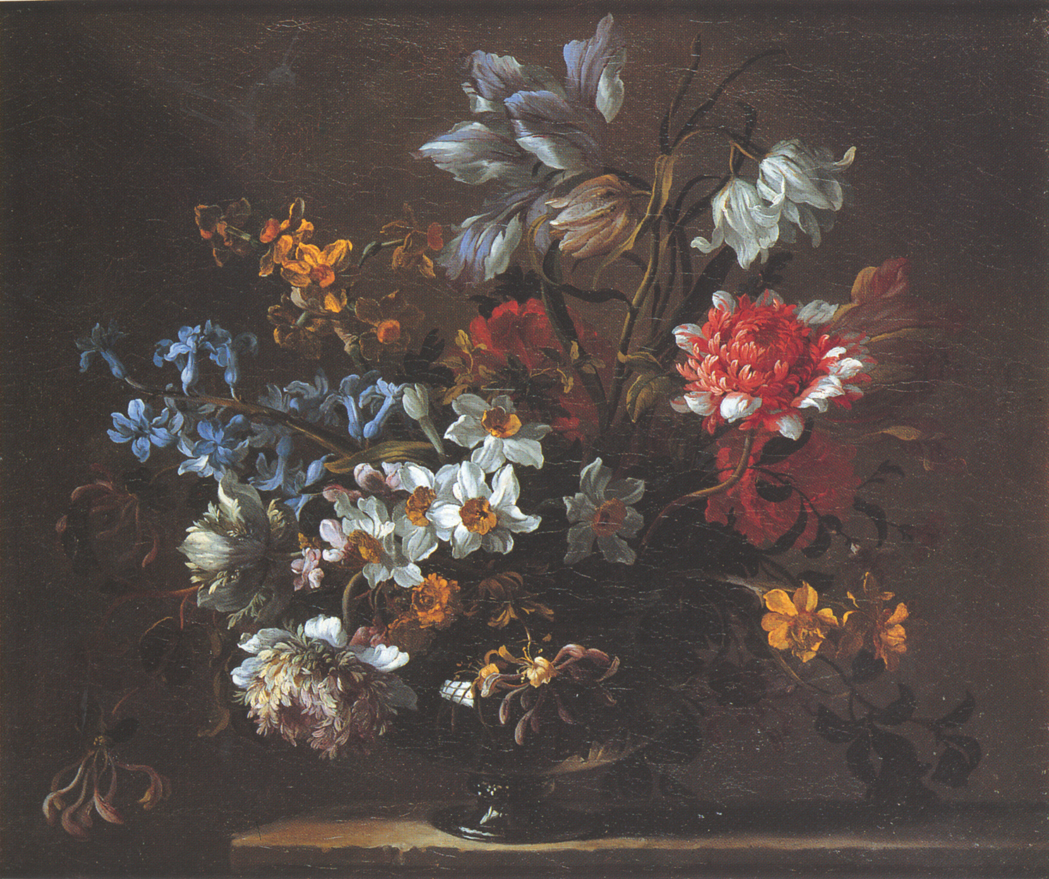
Жан-Батіст Монуайє. «Квіти в скляній вазі»
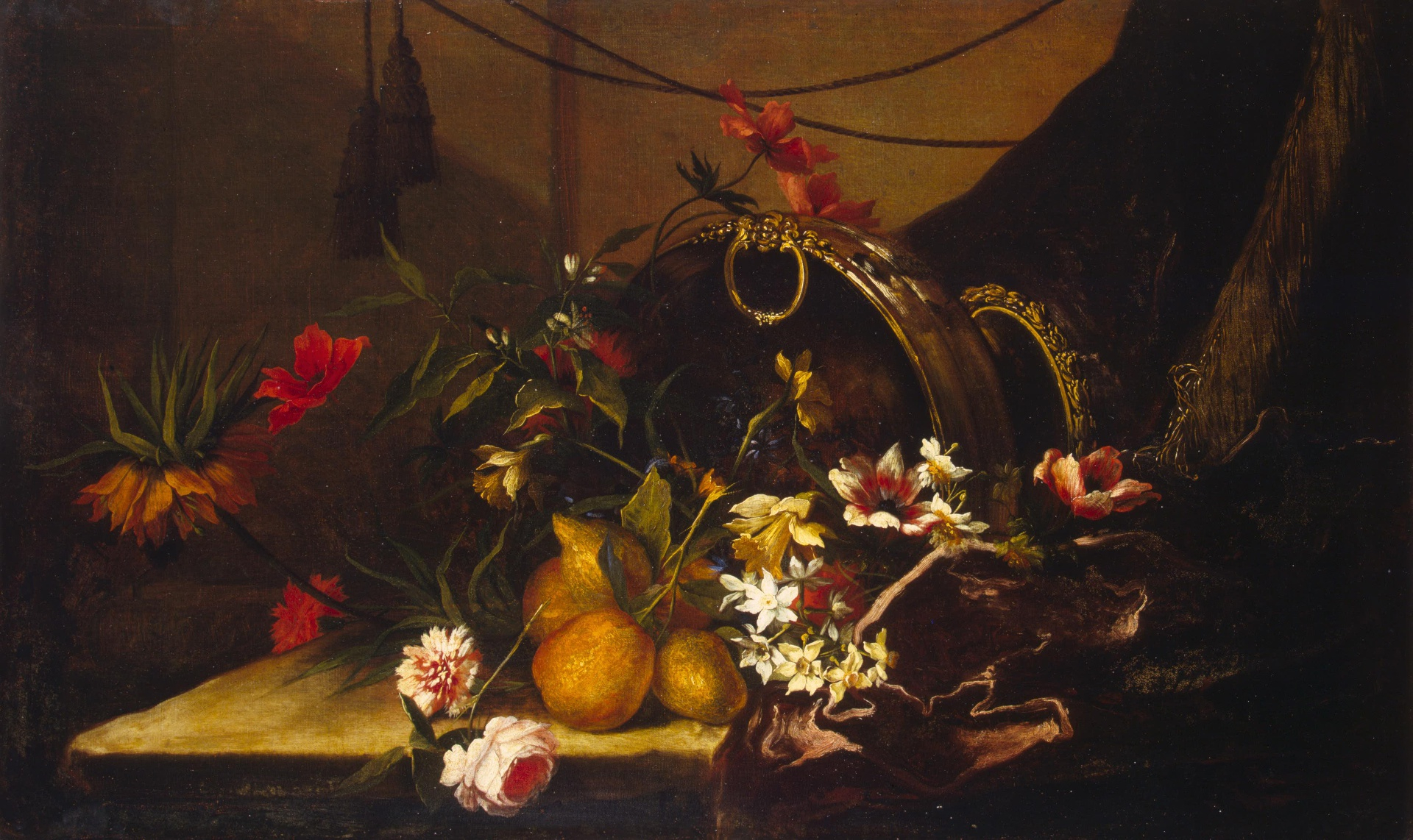
Жан-Батіст Монуайє. «Весняні квіти і фрукти», Ермітаж
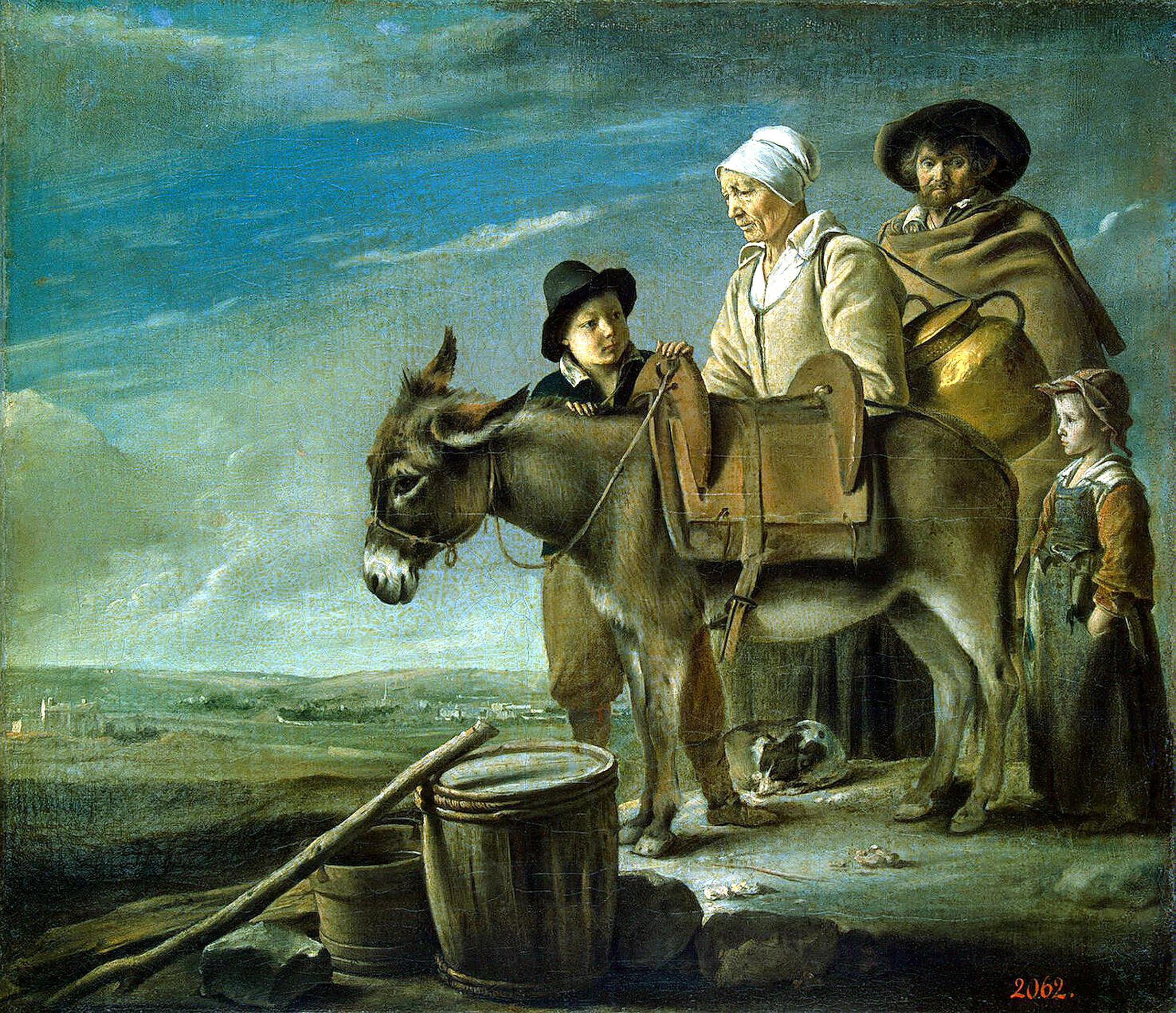
Луї Лєнен. «Родина фермерші», Ермітаж.
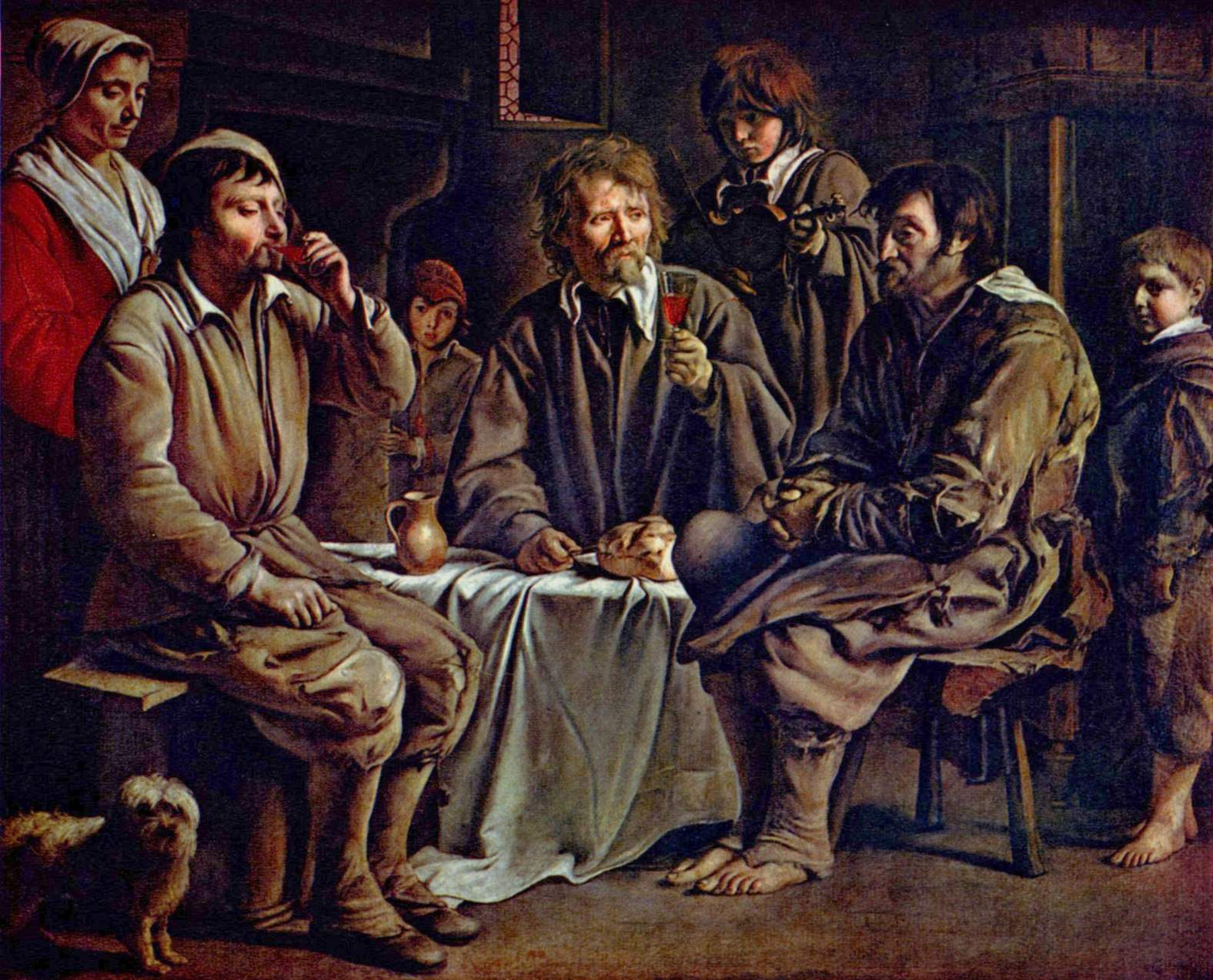
Луї Лєнен. «Сільська вечеря», Лувр.
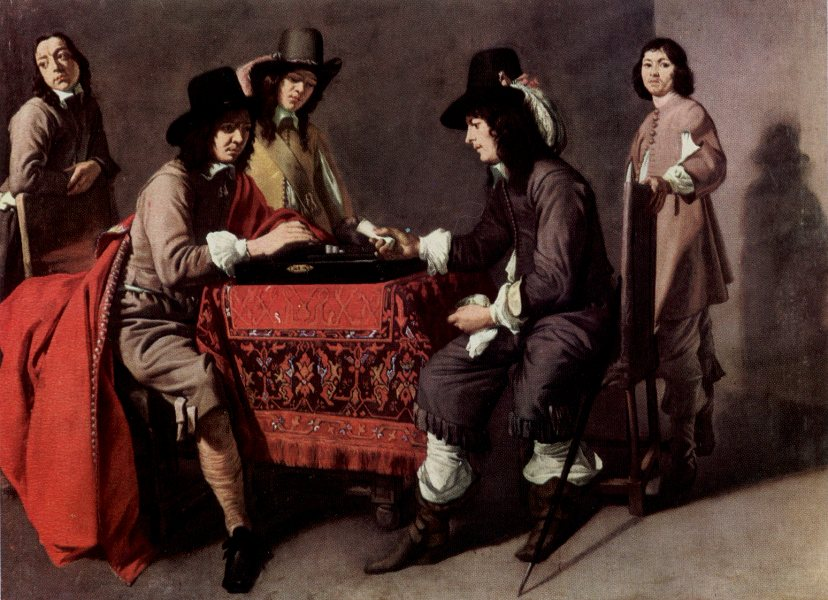
«Товариство грає в трік-трак».
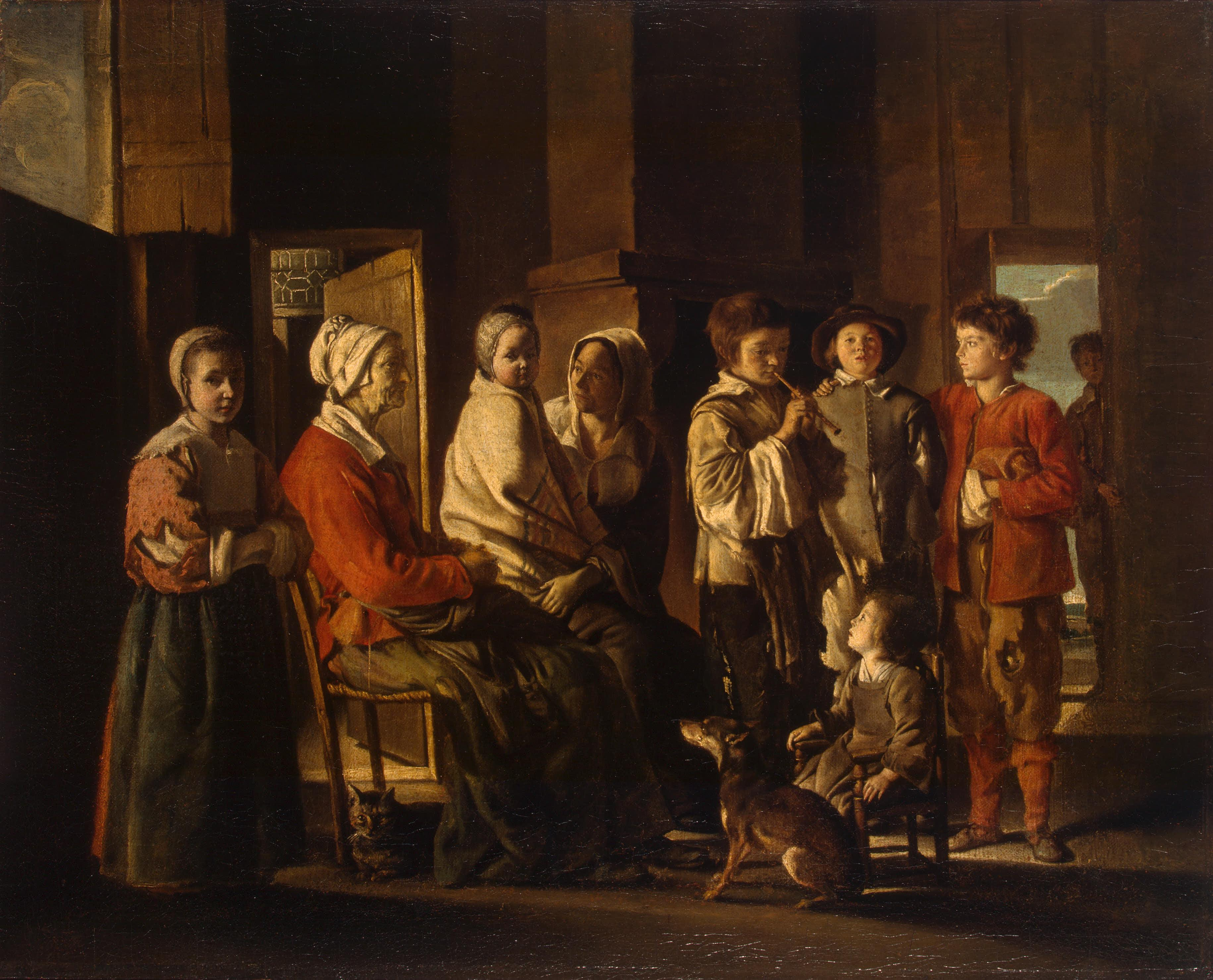
Луї Лєнен. «Відвідини бабусі».

## Барокові сади Франції
Ініціатор Італо-французьких воєн, король Карл VIII відвідав Італію і був вражений тамтешньою культурою декоративних садів. Після 1495 року він запросив на працю у власні резиденції італійських садівників з Неаполя, серед котрих був і Пачелло де Меркольяно (бл. 1455—1534). Серед перших садів французького відродження, створених італійцями-садівниками, були сади в королівських резиденціях у замку-палаці Гайяр та у замку Амбруаз. Сади являли собою уяву про новий лад у садівництві, відроджений з доби Стародавнього Рима і нову уяву про красу. Традиція створення декоративних садів не увірвалась і при наступних королях. Досить активно нові ідеї італійського відродження і, особливо, маньєризма, переймав король Франциск І. Він наказав створити декоративний сад бл. 1528 р. біля власної резиденції Фонтенбло, де облаштували квітники, фонтан, невеликий гай із сосен, привезених у Фонтенбло з Прованса та перший на теренах Франції парковий павільйон Грот. Садівником-дизайнером виявив себе і французький архітектор Філібер Делорм(бл. 1510—1570) після повернення з Рима, коли 1536 року почав облаштовувати декоративний сад біля замку Ане.

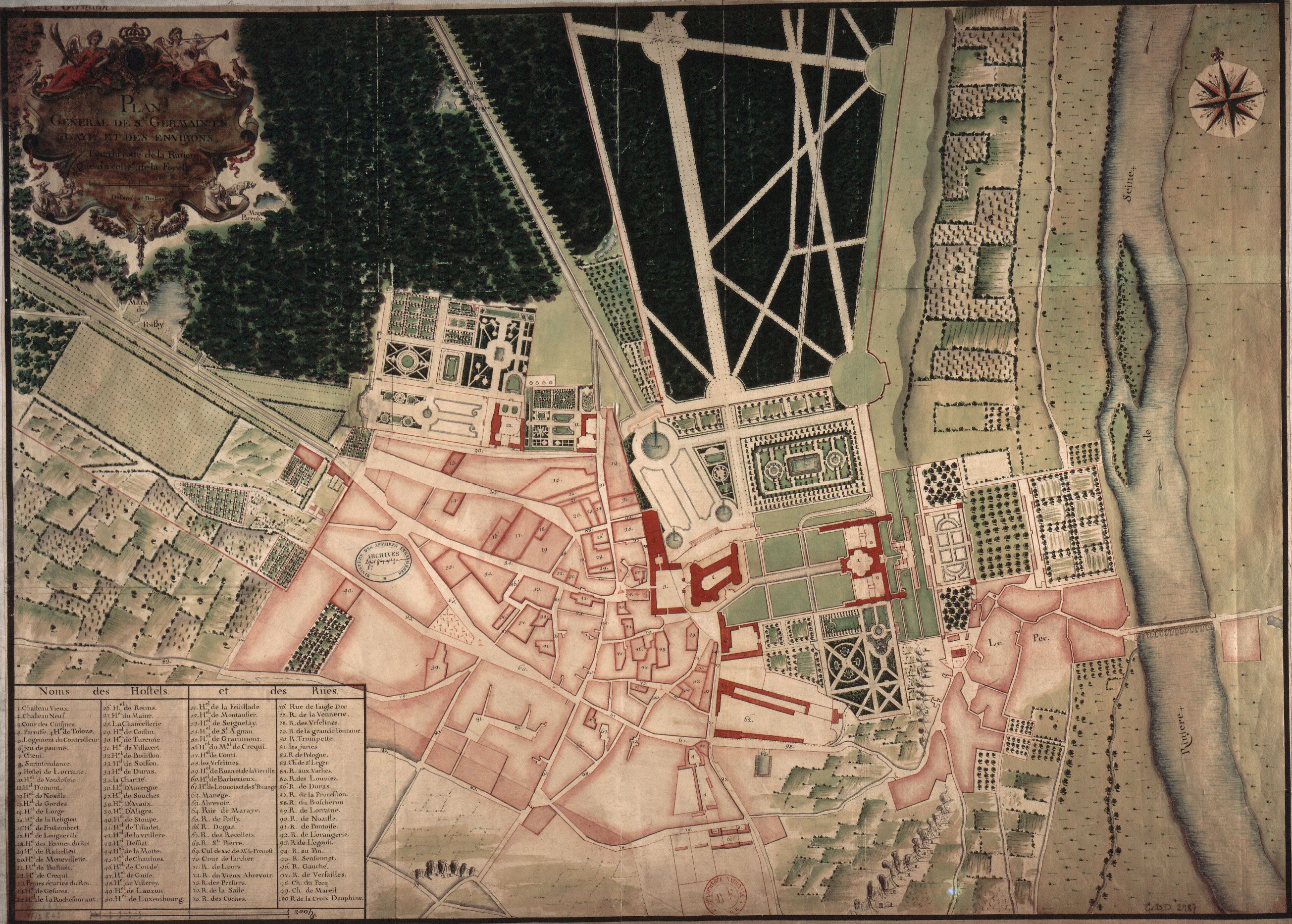
Сен-Жермен-ан-Ле, Старий і Новий палаци та сади, план на 1637 р.
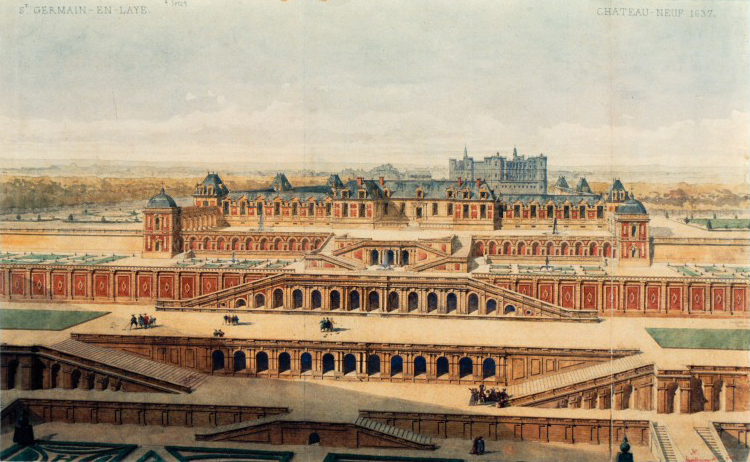
Новий палац і сади у Сен-Жермен-ан-Ле, арх. Філібер Делорм, малюнок 1637 р.(зруйновано в 18 ст.)

Сади 16 століття у Франції ще не поєднані художньо з архітектурою замків, часто вони невеликі за розмірами, використовують невеликі рослини і відокремлені від оточення парканами. Тобто вони штучно привнесені у оточення замків і не що інше, як екзотична атракція та статусна розкіш шляхетних володарів.

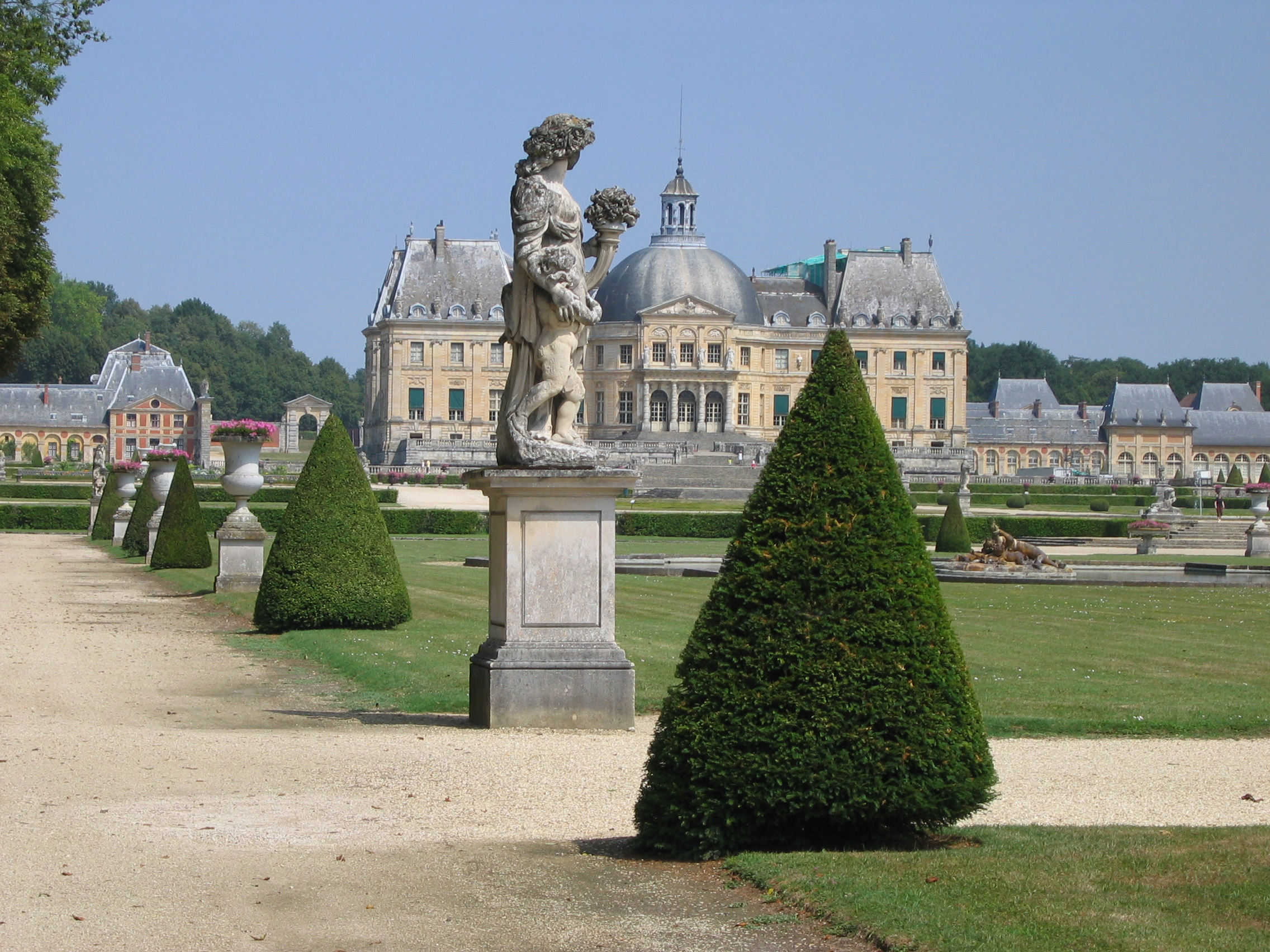
Андре Ленотр. Замок Во-ле-Віконт, декоративний сад, фото 2006 року
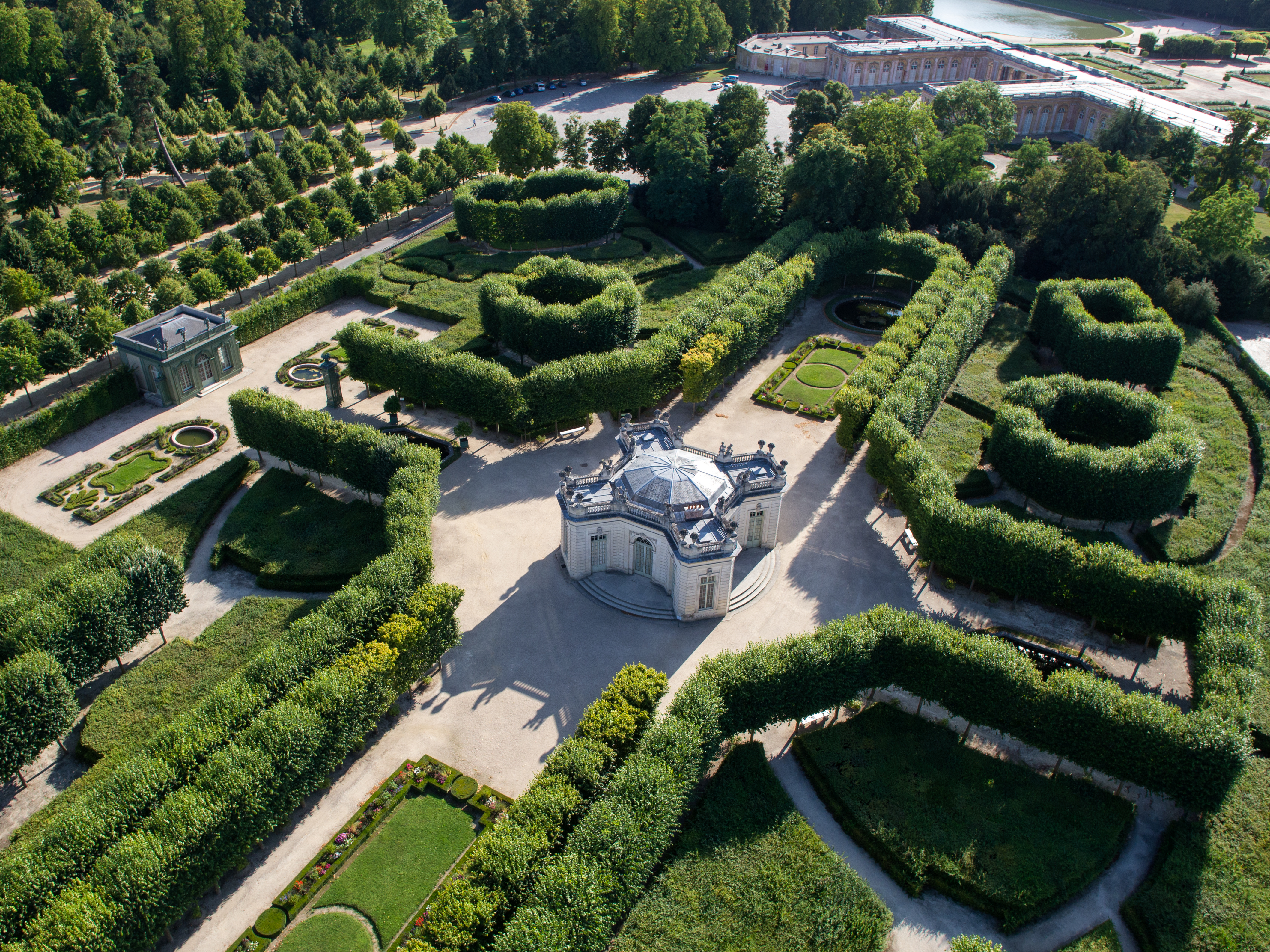
Арх.Анж Жак Ґабріель Так званий Французький павільйон біля ансамблю Малого Тріанона, Версальський парк, середина 18 ст.

Якісно нові зміни прийшли у декоративне садівництво Франції з практикою садового дизайнера Андре Ленотра (1613—1700). Виявилися географічні і ландшафтні відмінності між садами Італії і Франції. Сади італійців розплановані на терасах і активно використовують струмки для утворення каскадів, фонтанів. Такі сади розташовані на схилах високих пагорбів і, щоби оглянути такий сад, достатньо піднятися на верхівку пагорба. Сади мали осьову побудову і садові тераси ніби були нанизані на цю вісь без розгалуження у боки.
Рельєф в місцинах Франції, де працював Лєнотр, спокійніший, тераси мають малий ухил, а декор садів стриманий, хоча й з активним втручанням в рослинність (вистригання візерунків в буксусі та створення геометричних фігур, широке застосування різних партерів — сухих, травних, квіткових, водяних). Тераси у французькому саду невисокі, а його краса розкривається поступово під час неквапливих прогулянок. Роздивитись увесь сад можна лише з палацових вікон верхніх поверхів.
Ленотр виробив свій варіант парку, що отримав поширення в магнатських садибах. Першим досконалим взірцем такого саду-парку став парк біля палацу Во-ле-Віконт, що належав багатію Ніколя Фуке. Садово-парковий ансамбль у Во-ле-Віконт був настільки новим і вдалим, що спричинив арешт Ніколя Фуке і конфіскацію майна вередливим королем Людовиком XIV, що позаздрив власному міністру, котрий перевершив розкошами власної садиби розкоші королівських резиденцій. Садівника Андре Ленотра примусово перевели у Версаль, де розпочалася масштабна розбудова резиденції короля Франції Людовика XIV.
Численні учні і послідовники Андре Ленотра творчо розвинули і його знахідки, і його настанови. Виникла значна кількість варіантів французького регулярного саду — від примітивно розпланованих і з використанням лише одного ландшафтного елемента до перенасичених рослинами, партерами, стриженими візерунками з рослин, скульптурами і балюстрадами.
Але виробилась і нова якість — художнє поєднання архітектури з декоративним садом, їх ансамбль, що породило на певний часовий термін уяву про сади Франції як взірець аристократичного саду взагалі. Тип декоративного французького саду перетнув кордони королівства Франції і досяг навіть далеких Росії і Америки.

## Впливи на аристократичну культуру інших країн
Наприкінці 17 ст. твори мистецтва Франції набули значення зразків для низки сусідніх країн, серед котрих опинились навіть ті, що здавна були мистецькими центрами Європи — Північні Нідерланди, Іспанія, низка князівств у Німеччині. Розповсюдженню французьких впливів сприяли як високий художній рівень мистецької продукції і ідей (гобелени, виробництво тканин, вишивок, мережива, досягнення у фортифікації, сад бароко французького зразка), так і помітна еміграція талантів з країни, де з 1685 року відновили утиски і гоніння французьких протестантів-гугенотів.
В арсеналі французьких архітекторів важливе місце посіла тричастинна композиція — центральний (високий) корпус, два бічні павільйони і галереї, що пов'язують все в єдине ціле. За цією схемою побудовані —
- Люксембурзький палац, головний фасад (арх. Соломон де Брос)
- замок Шеверні(арх. Жак Буйє де Блуа)
- Колеж чотирьох націй (арх. Луї Лево)

Звертався до цієї схеми і відомий майстер римського бароко — Лоренцо Берніні. З його творами пов'язаний головний фасад невідомої споруди, яку розпізнають як варіант добудов палацу Лувр. Схема отримає характер канонічної для низки архітекторів 18 і навіть 19 століття. За нею будуватимуть прибічники рококо і класицизму в Швеції (Дроттнінгхольм, Китайський будиночок-палац.) За цією схемою побудована низка садиб в сільській місцевості в Російській імперії, митці якої надзвичайно спростували чи взагалі відмовившись від декору фасадів.

## Галерея вибраних творів французького бароко

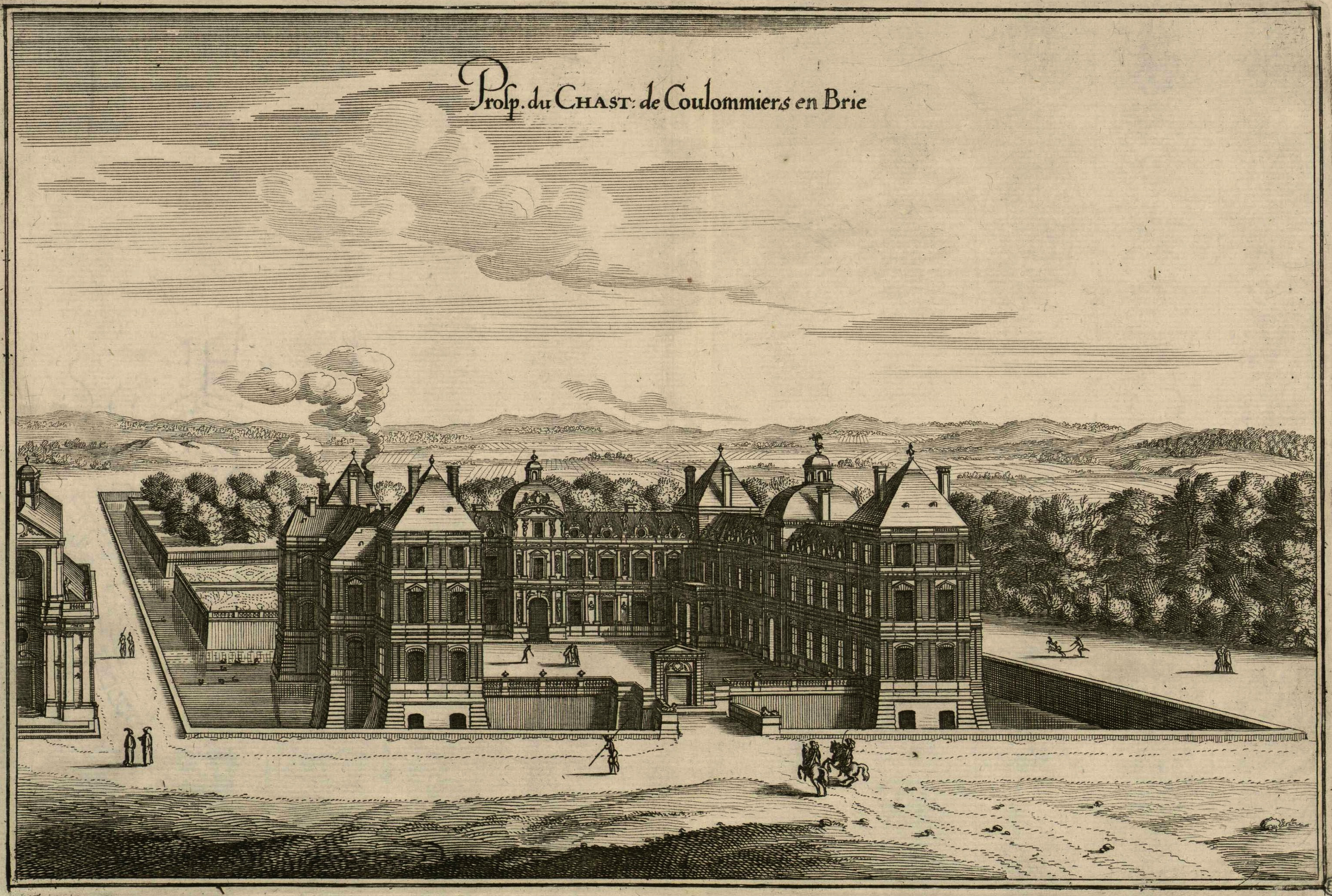
Арх. Франсуа Мансар. Заміський палац Колумьє (Chasteau de Coulommiers en Brie)

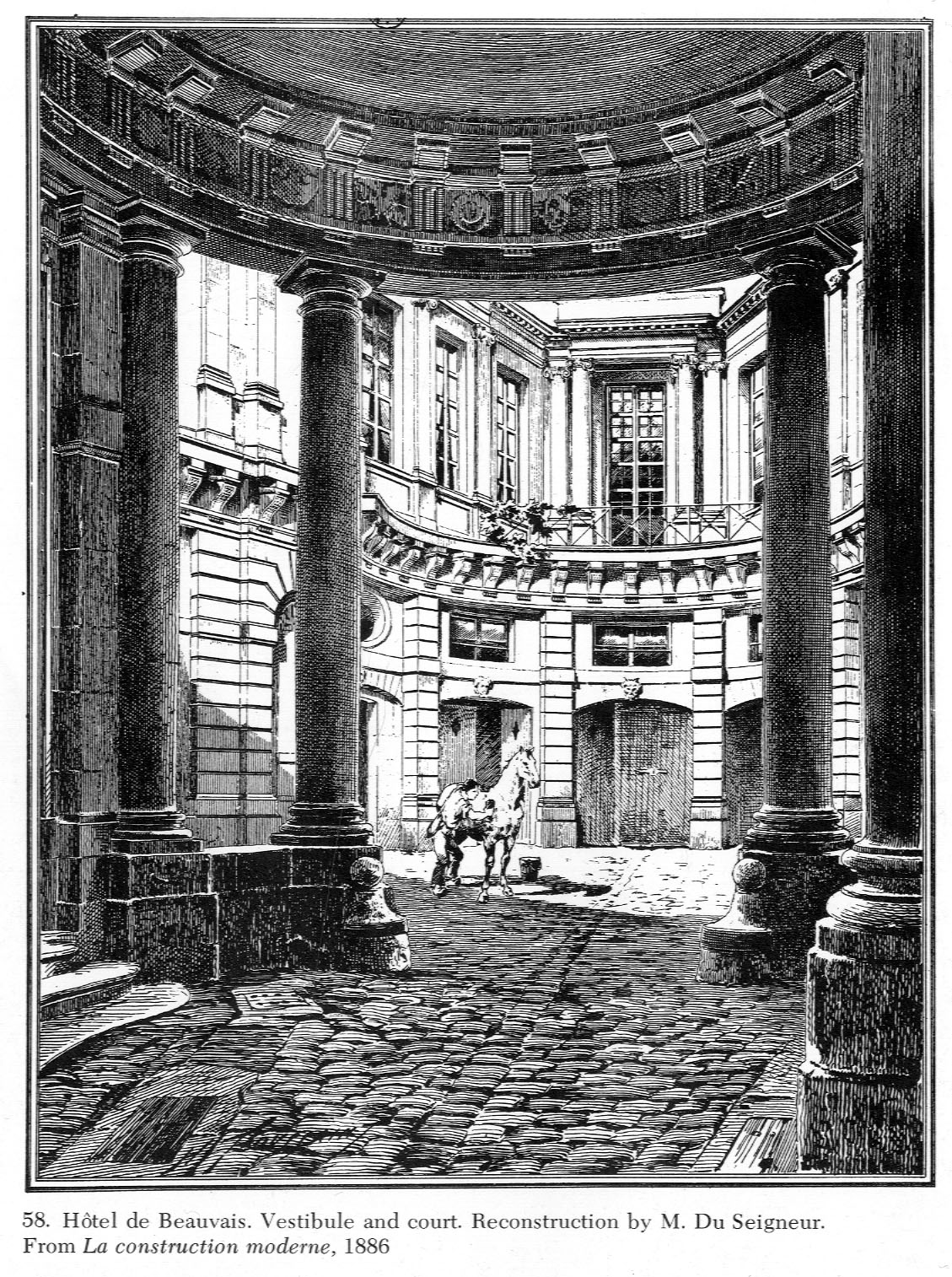
Арх. Антуан Лепотр. Палац Бове, Париж, внутрішній дворик

Даніель Маро. Ліплений декор стелі, проект.
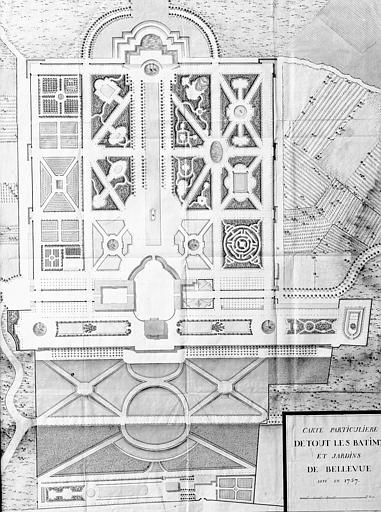
Парк і палац Бельвю біля міста Севр.
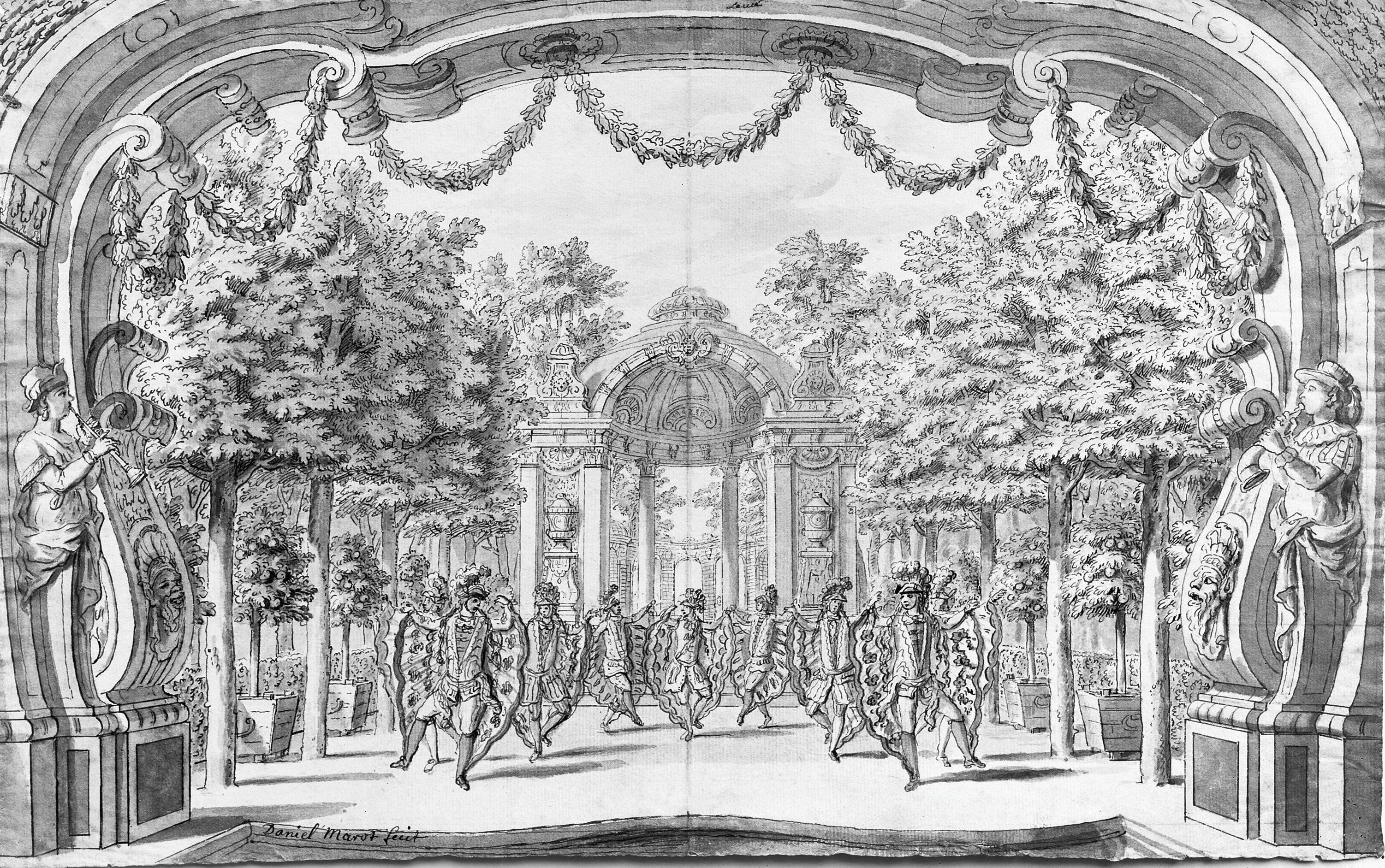
Даніель Маро. Театральна декорація з танцюристами.
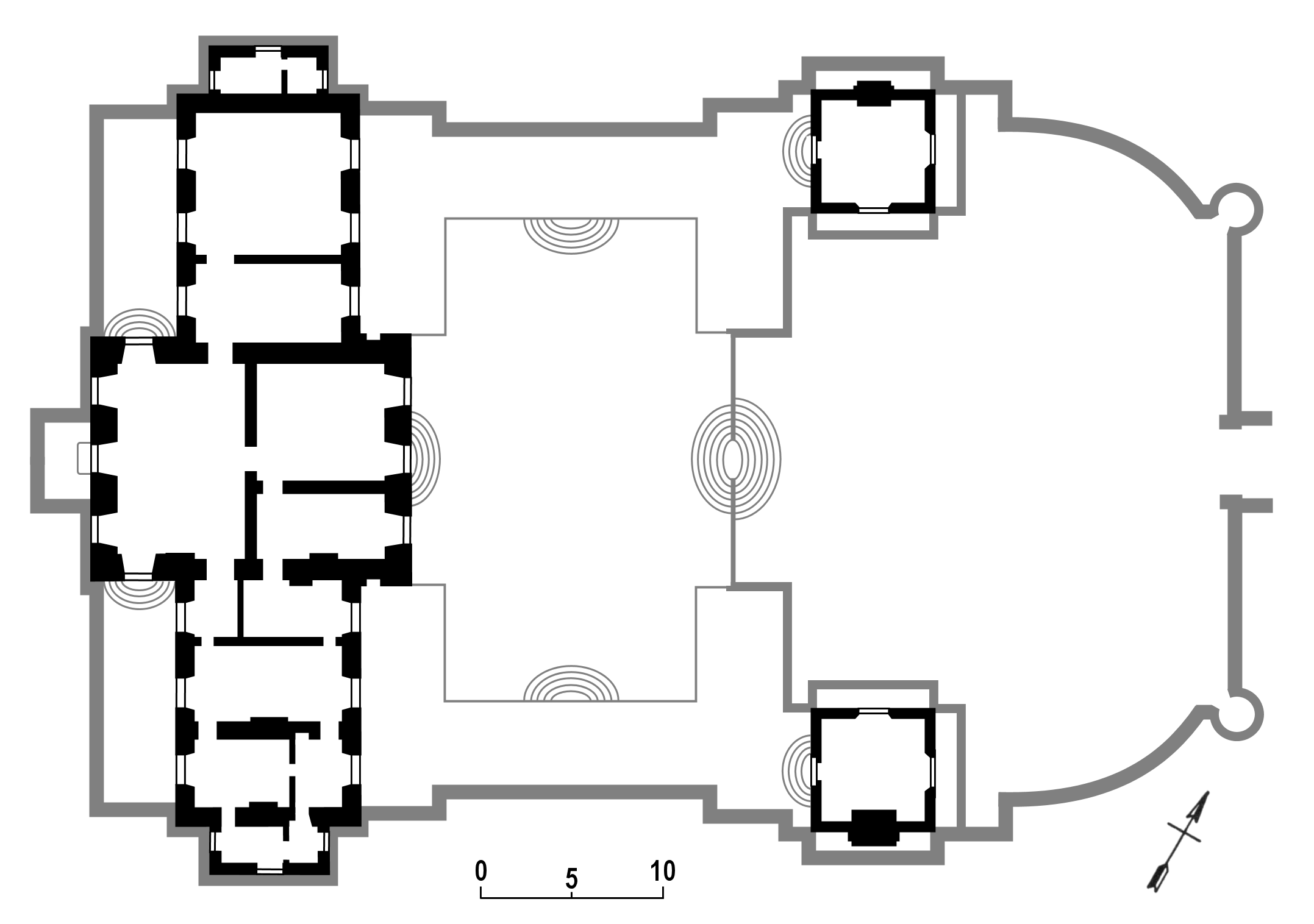
Арх. Франсуа Мансар. Палац Бельруа, план-проект
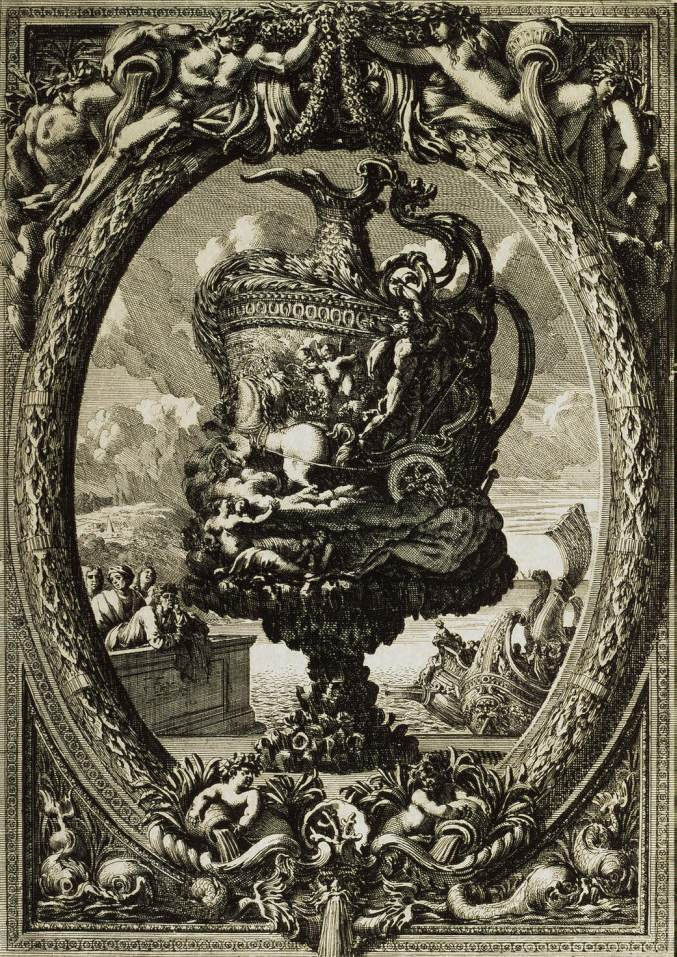
Жан Лепотр. «Коштовна ваза в картуші».
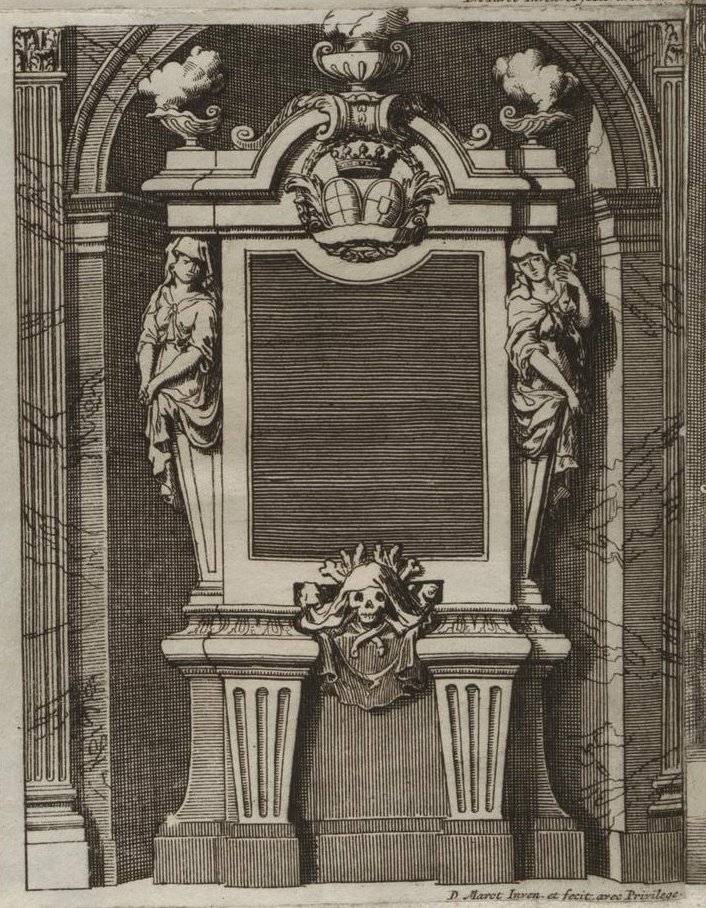
Даніель Маро. Рама для надгробкового напису, проект.
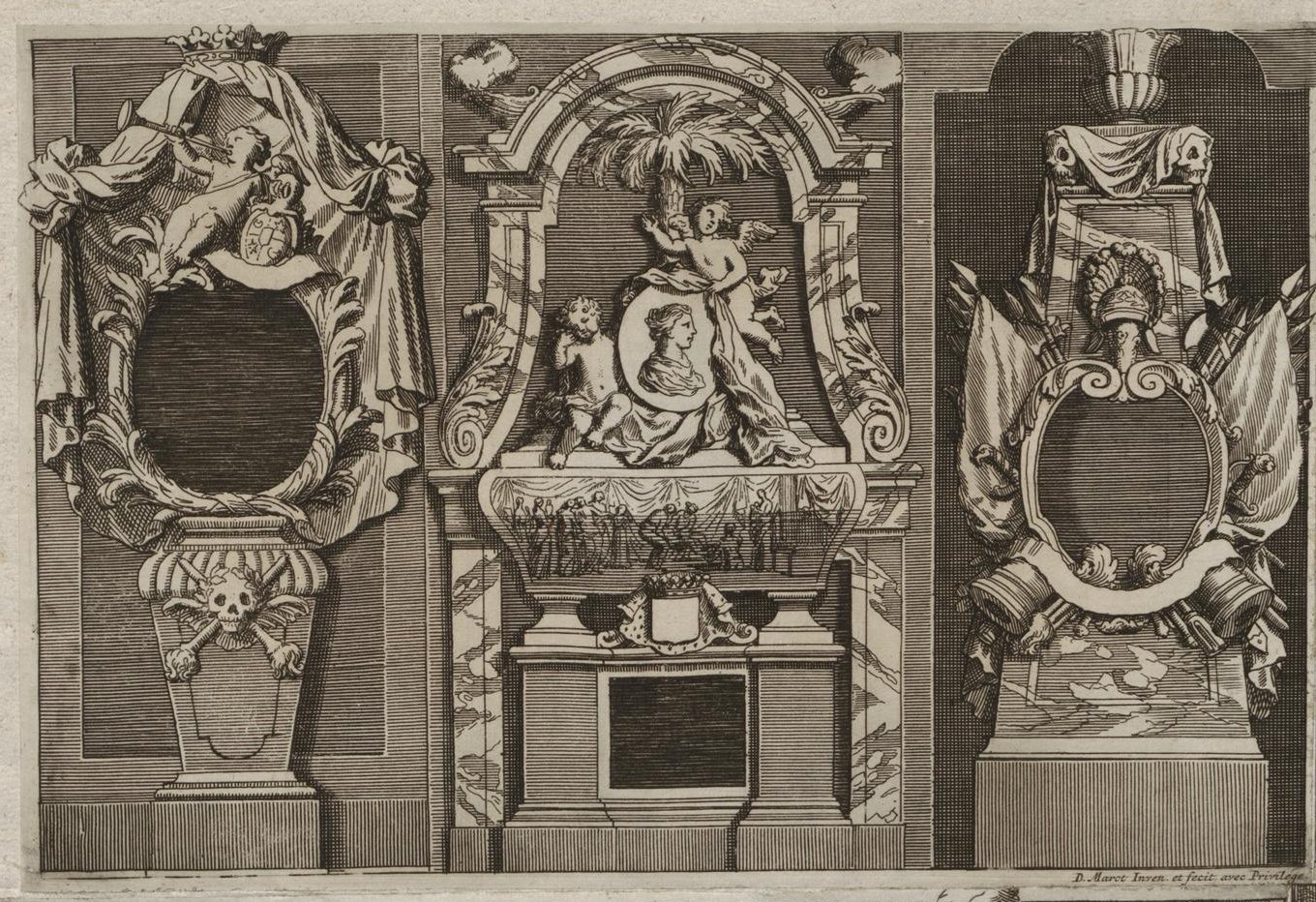
Даніель Маро. Проект надгробка для шляхетної пані і рам для епітафії
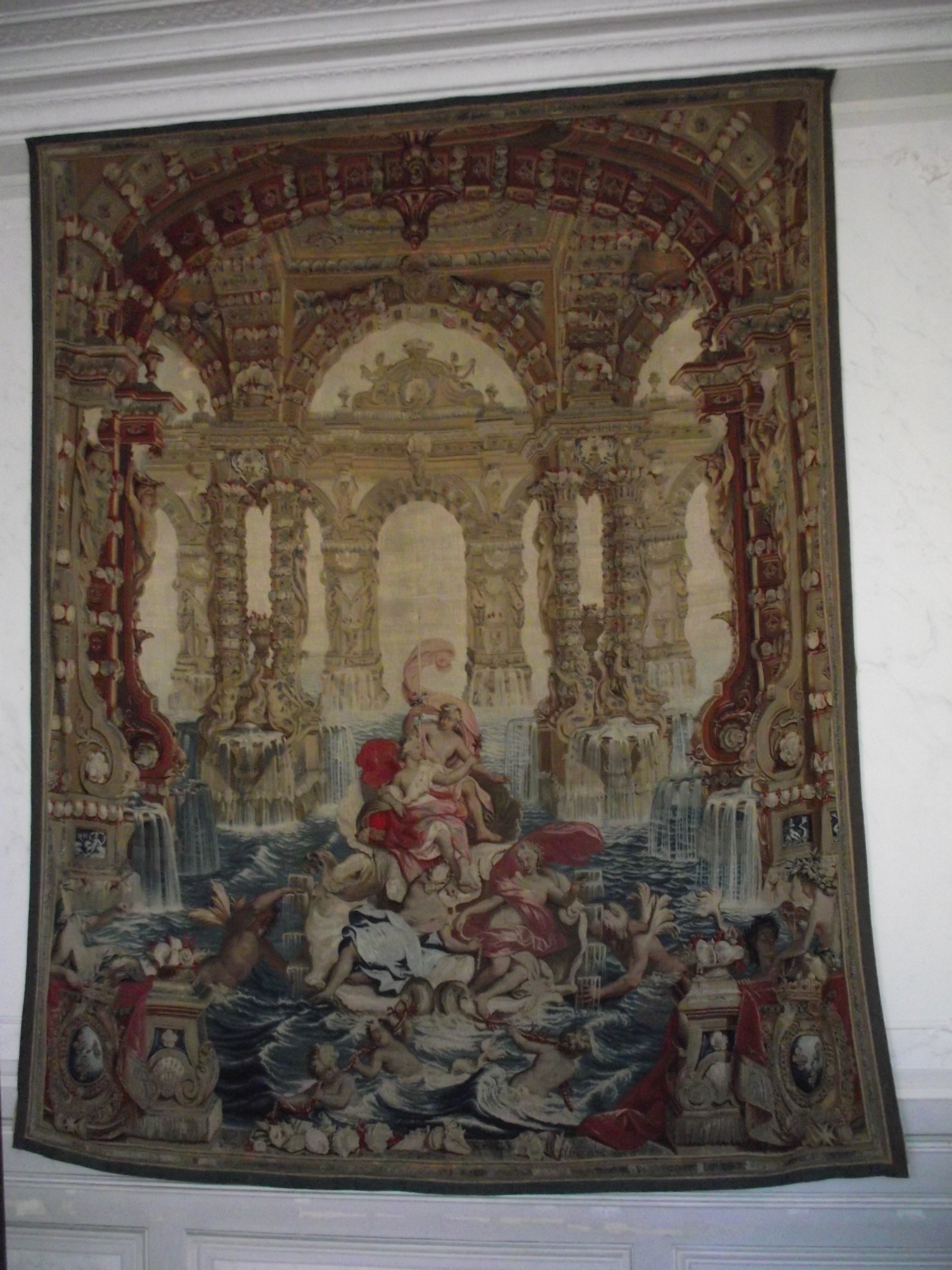
Гобелен мануфактери Бове, 1698 рік.